# Konkatedra świętego Jana w Valletcie
Konkatedra świętego Jana (malt. Konkatidral ta' San Ġwann) – rzymskokatolicka konkatedra w Valletcie na Malcie, poświęcona św. Janowi Chrzcicielowi. Została zbudowana przez joannitów w latach 1572–1577, na zlecenie wielkiego mistrza Jeana de la Cassiere jako kościół zakonny św. Jana (malt. Knisja Konventwali ta’ San Ġwann). Kościół został zaprojektowany przez maltańskiego architekta Girolamo Cassara, który był również projektantem kilku bardziej znanych budynków w Valletcie. W XVII wieku wnętrze świątyni zostało ozdobione w stylu barokowym przez Mattia Pretiego i innych artystów. Wnętrze kościoła uważane jest za jeden z najwspanialszych przykładów architektury dojrzałego baroku w Europie.

## Historia

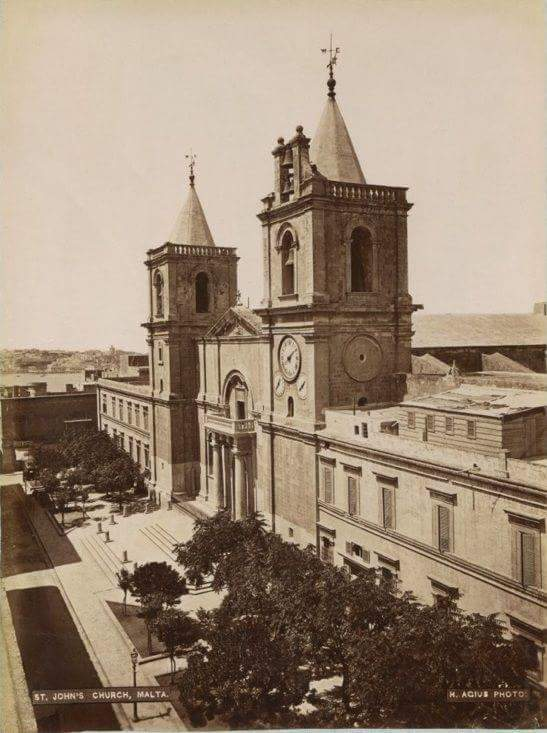
Konkatedra w latach 70. XIX wieku

Decyzję o budowie świątyni podjął w 1572 Jean de la Cassiere, wielki mistrz joannitów. Kościół początkowo nosił nazwę w języku włoskim, wówczas używanym na Malcie, „Chiesa Conventuale di San Giovanni Battista”. Kościół został zaprojektowany przez maltańskiego architekta Girolamo Cassara, który był również odpowiedzialny za budowę wielu ważnych budynków w Valletcie. Uważa się, że Cassar udał się do Rodos, aby przywieźć plany istniejącego tam kościoła zakonnego, który był już wówczas przekształcony w meczet, aby wykorzystać je jako wzór dla obecnej konkatedry. Jednak Cassar nadal decydował o ostatecznym projekcie i wprowadzał modyfikacje, stając się tym samym jedynym projektantem świątyni. Kiedy w 1577 kościół św. Jana został ukończony, stał się on nowym kościołem konwentualnym Zakonu w miejsce kościoła św. Wawrzyńca w dawnej siedzibie Zakonu, Birgu. Budowa oratorium i zakrystii rozpoczęła się w 1598, podczas rządów Martina Garzesa; obie budowy zostały ukończone przez wielkiego mistrza Alofa de Wignacourta w 1604. Przez pierwszy wiek swojego istnienia wnętrze kościoła było skromnie ozdobione. Jednak w latach sześćdziesiątych XVI wieku wielki mistrz Raphael Cotoner nakazał remont wnętrza tak, aby mogło konkurować z kościołami Rzymu. Kalabryjski artysta Mattia Preti był odpowiedzialny za jego ozdobę, i skutecznie odmienił wnętrze w stylu barokowym. Dobudówki z boku katedry zostały dodane później, widnieje na nich herb wielkiego mistrza Antonio Manoela de Vilheny, który panował w latach 1722–1736.
Kościół św. Jana pozostał kościołem konwentualnym Zakonu do czasu, gdy ten ostatni został wygnany z Malty wraz z nastaniem okupacji francuskiej w 1798. Z biegiem czasu kościół został podniesiony do poziomu równego arcybiskupiej katedrze w Mdinie. W latach 20. XIX wieku biskupowi Malty zezwolono na używanie katedry św. Jana jako alternatywnej stolicy, i tym samym formalnie stała się ona konkatedrą. W 1831 Walter Scott nazwał katedrę „wspaniałym kościołem, najbardziej uderzającym wnętrzem, jakie kiedykolwiek widział”. Później, w XIX wieku, Giuseppe Hyzler, przywódca ruchu nazareńskiego na Malcie, usunął część barokowych ozdób katedry, w tym ozdobny ołtarz w kaplicy langue Francji. Fasada katedry została lekko uszkodzona w czasie bombardowania lotniczego w 1941, podczas II wojny światowej, ledwo unikając całkowitego zniszczenia. Zawartość katedry została przeniesiona w inne miejsce przed bombardowaniem, więc żadne dzieła sztuki nie zostały utracone.

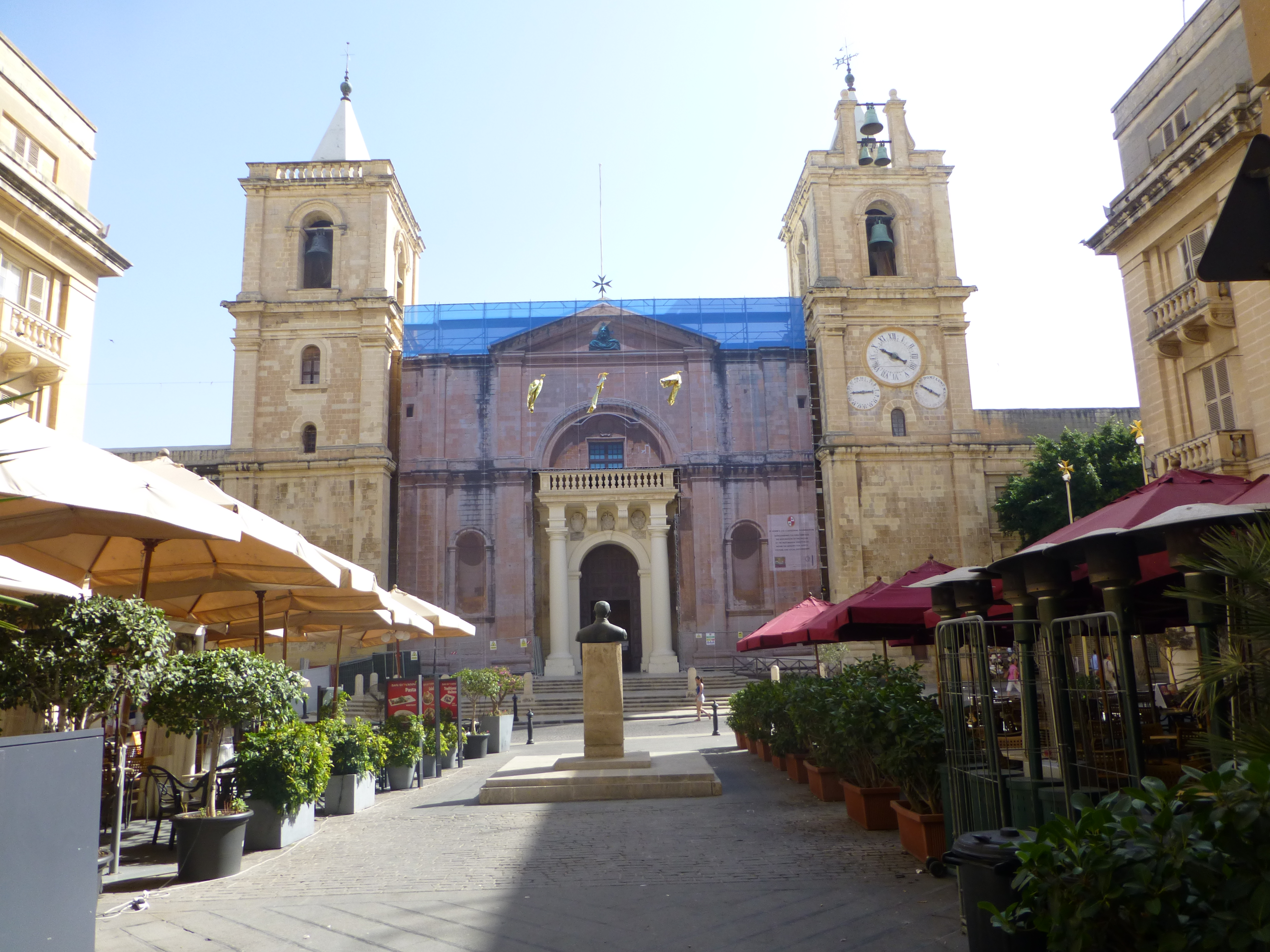
Remont elewacji konkatedry św. Jana w 2014

Wnętrze katedry odrestaurowano na przełomie lat 80. i 90. XX wieku. W 2001 powołano „St. John’s Co-Cathedral Foundation” w celu zarządzania i konserwacji katedry i jej muzeum. Boczne elewacje świątyni zostały odrestaurowane w latach 2008–2010, a w lipcu 2014 rozpoczęto całkowitą renowację fasady, którą kierował architekt Jean Frendo, mając do pomocy ośmiu konserwatorów. Renowacja centralnej części fasady została zakończona we wrześniu 2015, a cały projekt został zakończony w styczniu 2018. W marcu 2020 otwarto do zwiedzania odrestaurowaną kryptę wielkich mistrzów, zaś w lipcu 2021 ukończona została kompleksowa odnowa oratorium oraz zainaugurowano nowe Caravaggio Wing (skrzydło Caravaggia). Dziś katedra jest jedną z najpopularniejszych atrakcji turystycznych na Malcie, jest umieszczona w National Inventory of the Cultural Property of the Maltese Islands.

## Architektura zewnętrzna
Zewnętrzna część katedry jest zbudowana w stylu manierystycznym, typowym dla Girolamo Cassara. Jej fasada jest dość prosta, dwukondygnacyjna, podzielona na trzy przęsła, i jest ograniczona dwoma dużymi dzwonnicami. Na prawej wieży umieszczone są trzy zegary, z których największy wskazuje czas (godziny i minuty), zaś dwa mniejsze odpowiednio dzień tygodnia i datę. Centralna część fasady jest zwieńczona trójkątnym frontonem. Główny portal ma dwie doryckie kolumny, podtrzymujące wraz z dwoma konsolami otwarty balkon, z którego wielki mistrz zwracał się do ludzi przy ważnych okazjach. Między balkonem a drzwiami znajdują się trzy herby: wielkiego mistrza La Cassiere’a, który sfinansował budowę katedry, biskupa L. Torresa, który otworzył świątynię, oraz herb religii. Po bokach są dwie puste nisze. Nisze i kolumny stanowią zerwanie z resztą zewnętrznej manierystycznej architektury. Wykonana z brązu płaskorzeźba Christ The Saviour na frontonie fasady jest kopią oryginalnej, autorstwa Alessandro Algardiego (1598–1654), umieszczonej tam dopiero w 1853, po usunięciu jej ze zrujnowanego kościoła św. Salwatora w marinie Valletty, gdzie znajdowała się od 1712, a wcześniej od 1639 w odosobnionej niszy tamże. Oryginał po odnowieniu znajduje się dziś w muzeum katedry.
Ogólnie rzecz biorąc, wygląd zewnętrzny jest raczej surowy i przypomina fortecę, odzwierciedlając zarówno styl Cassara jako inżyniera wojskowego, jak i nastroje Zakonu w latach po Wielkim Oblężeniu w 1565.

## Wnętrze

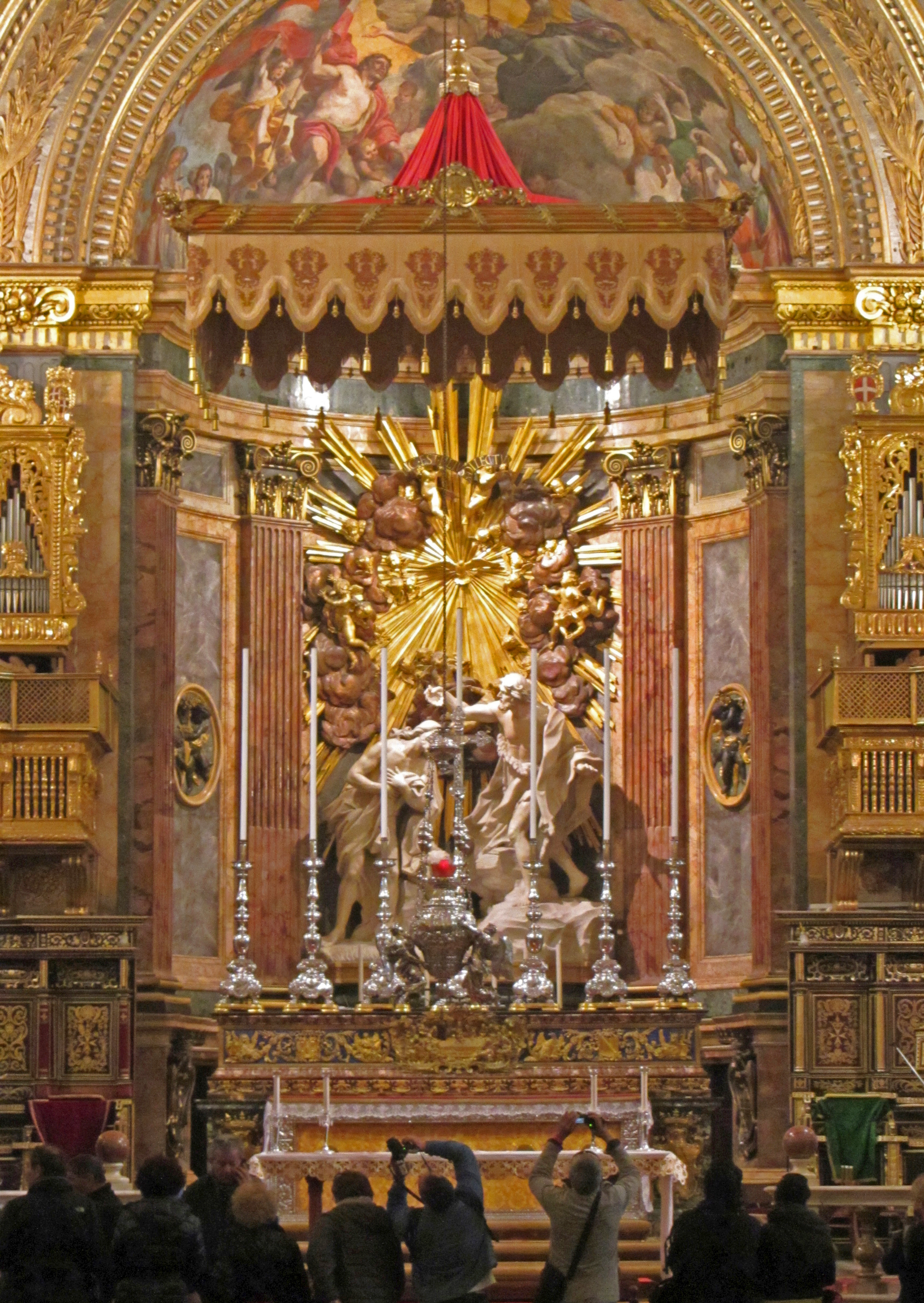
Oryginalny ołtarz główny

Kościół składa się z nawy głównej z prezbiterium i dwóch naw bocznych. Jego długość to 57,6 m, nawa główna jest szeroka na 15,5 m, zaś szerokość wraz z nawami bocznymi wynosi 36 m.

### Prezbiterium
Prezbiterium przechodziło szereg zmian, część z nich w związku z reformą liturgii po soborze trydenckim, część zaś ze względów estetycznych. Oryginalnie w apsydzie znajdował się jeden ołtarz, z obrazem Chrzest Chrystusa pędzla Matteo Pereza d’Aleccio (dziś w muzeum katedralnym). Aktualnie w ołtarzu mieści się marmurowa rzeźba figuratywna przedstawiająca Chrzest Chrystusa; jej wykonawcą był Giuseppe Mazzuoli, jedyny uczeń Melchiorre Cafà, jeden z wiodących rzeźbiarzy XVIII wieku. Drugi ołtarz, stojący na podwyższeniu na środku prezbiterium pomiędzy stallami, jest projektu Gio Battisty Continiego, jednego z uczniów Berniniego; ufundowany został przez wielkiego mistrza Carafę, zaś zainstalowany w 1686. Zbudowany jest z rzadkich rodzajów marmuru, fryz biegnący wokół niego zawiera symbole czterech Ewangelistów, klucze symbolizujące św. Piotra, oraz księgę i miecz symbolizujące św. Pawła. Stalle, misternie wyrzeźbione z drewna orzechowego, mieszczące 52 siedzenia rozmieszczone po obu stronach prezbiterium, pochodzą z 1598. Ich wykonanie przypisywane jest Antonio Laziemu z Piacenzy. Sklepienie konchowe apsydy ozdobione jest obrazem Mattia Pretiego przedstawiającym św. Jana Chrzciciela dzierżącego sztandar Zakonu, klęczącego przed Trójcą Świętą. Dzieło jest częścią tematyczną malarstwa wykonanego przez tegoż artystę na suficie katedry.

### Nawa główna

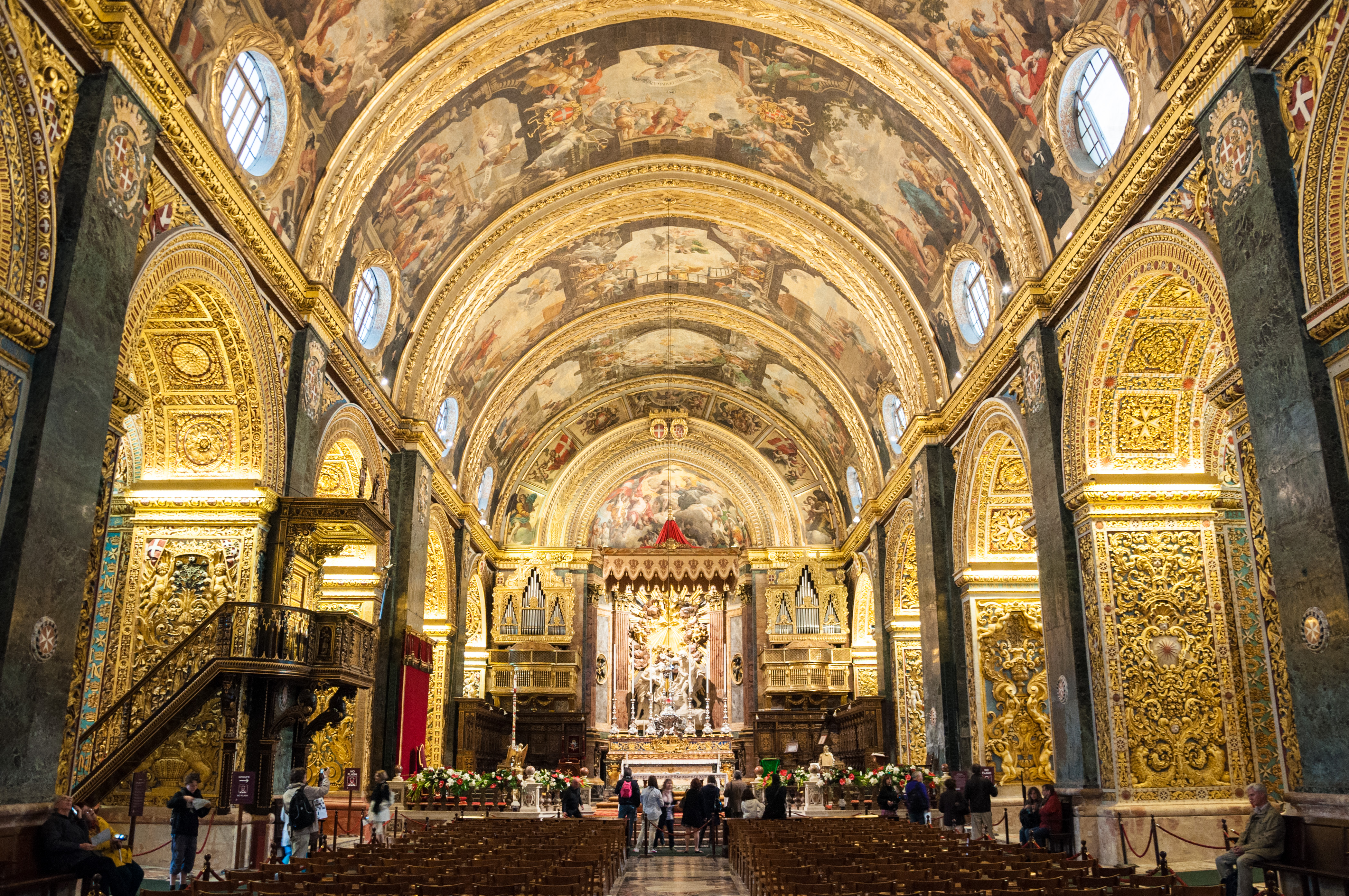
Nawa główna świątyni

Architekt świątyni wybrał przykrycie nawy olbrzymim sklepieniem beczkowym. Podzielone jest ono łukami wspartymi na biegnącym wokół gzymsie na sześć paneli, które odpowiadają sześciu „kaplicom” rozdzielającym każdą z naw bocznych. Oryginalnie nie było przejść pomiędzy kaplicami; niewielkie przejścia zostały wykonane w 1661. Główne pilastry nawy stoją w odległości 6,40 m od siebie, połączone są półkolistymi łukami, zwieńczone zaś herbem braci Cotoner, którzy w latach 1660–1680 piastowali po sobie stanowisko wielkiego mistrza Zakonu. W każdym z sześciu paneli sklepienia przebite są dwa owalne okna, po jednym z każdej strony.

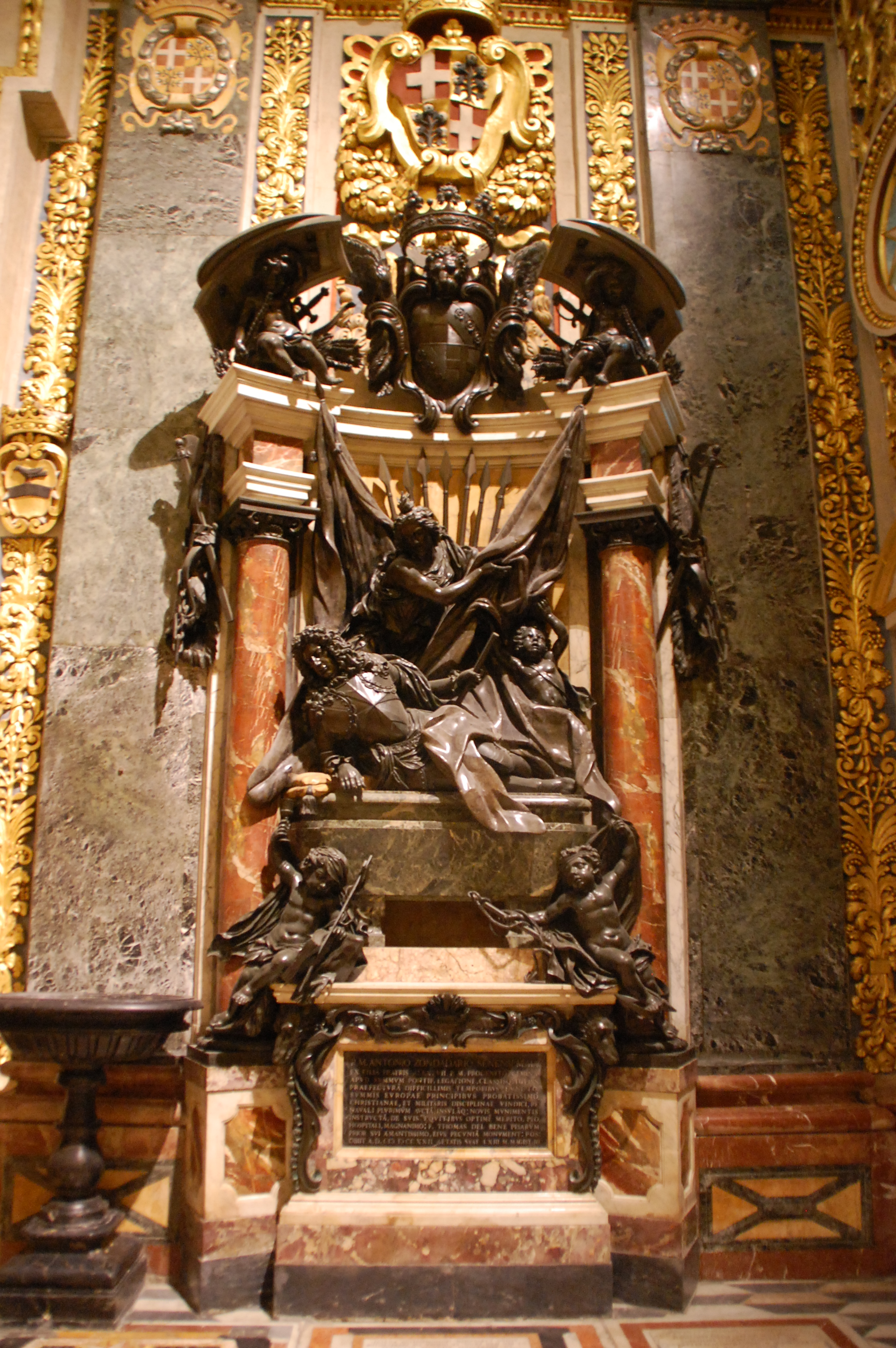
Pomnik nagrobny wielkiego mistrza Zondadariego

Ściany nawy głównej i wszystkich kaplic ozdobione są misternymi wyszukanymi barokowymi ornamentami wyrzeźbionymi in situ w maltańskim wapieniu, przekształcając ściany w orgię bogato złoconych liści, kwiatów, aniołów i wszelkiego rodzaju triumfalnych symboli. Pilastry podtrzymujące nawę główną wyłożone najlepszym zielonym marmurem. Wszystkie ornamenty zaprojektował Mattia Preti. Cała marmurowa podłoga katedry to około 400 grobowców z góry przykrytych kolorowymi marmurowymi płytami nagrobnymi, z których najstarsze pochodzą z początku XVII wieku. Jedynie najważniejsi dygnitarze Zakonu, i kilka znamienitych osób miało prawo w ten sposób się uwiecznić, jakkolwiek nie ma żadnej pewności, że wszystkie pochówki odpowiadają kamieniom nagrobnym.
W nawie głównej znajdują się również dwa inne znamienne dzieła sztuki. Jednym z nich jest XVI-wieczna misternie rzeźbiona drewniana ambona, której wykonanie przypisywane jest Antonio Laziemu, zaś drugim XVII-wieczny olbrzymi, wykonany z marmuru i brązu pomnik nagrobny mieszczący szczątki wielkiego mistrza Marc’Antonio Zondadariego. Pomnik wykonał florencki artysta Massimiliano Soldani Benzi w 1723. Jest to jedyny pomnik nagrobny wielkiego mistrza znajdujący się w nawie katedry, ponieważ jego wymiary nie pozwoliły umieścić go w kaplicy języka włoskiego.

#### Obrazy na sklepieniu

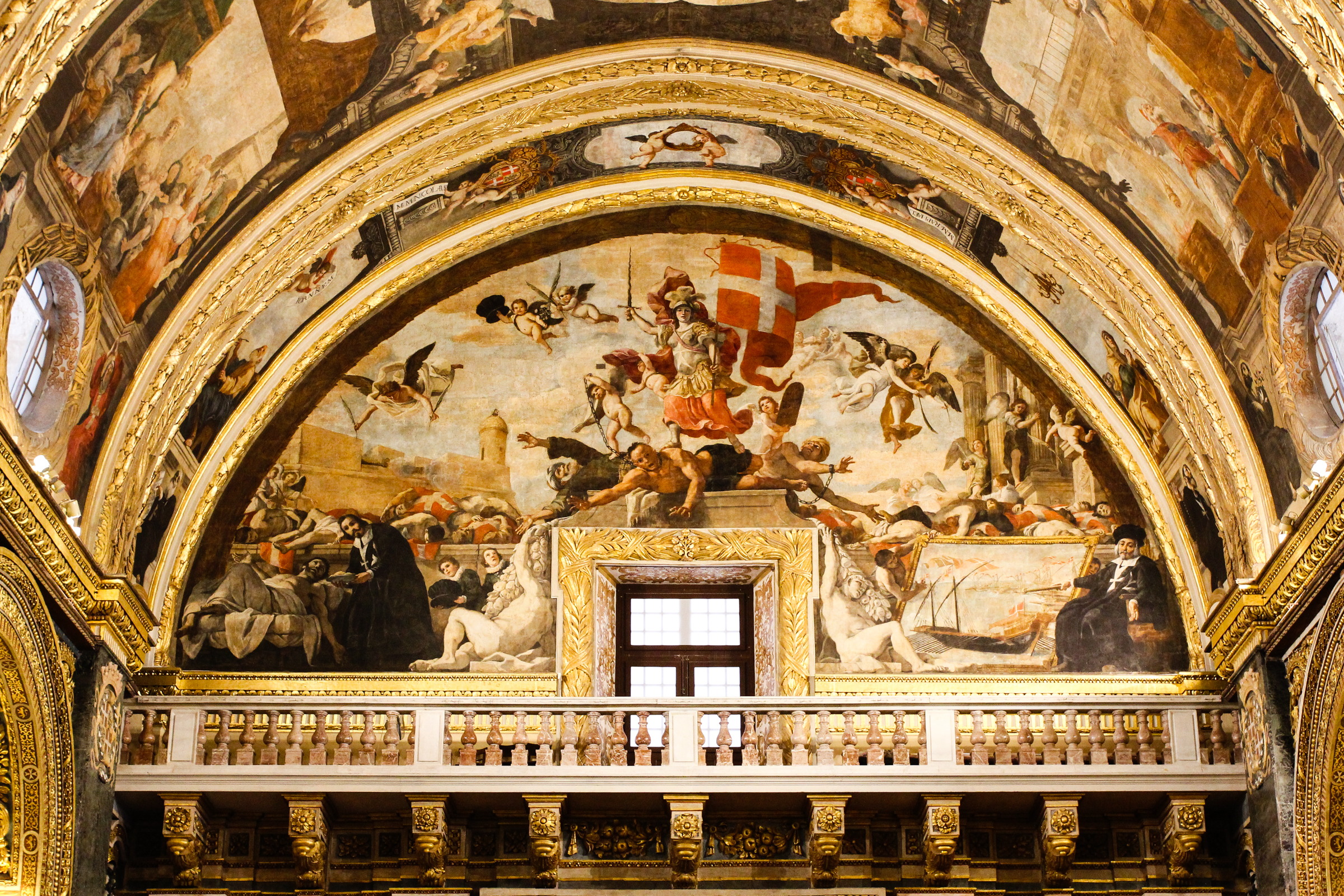
Alegoria Zakonu nad wejściem do katedry

Poza elementami architektonicznymi główną dekoracją nawy jest seria obrazów na sklepieniu, wykonanych przez Mattia Pretiego w latach 1686–1703. Ich tematem są epizody z życia św. Jana Chrzciciela, patrona Zakonu. Zazwyczaj obrazy na ścianach wykonywane były techniką al fresco, bazującą na farbach wodnych, lecz Preti użył farb olejnych kładzionych bezpośrednio na tynku metodą „sotto in su”.
Mattia Preti rozpoczął malowanie sklepienia od lunety nad głównym wejściem do kościoła, gdzie przedstawił alegorię Zakonu, reprezentowaną przez Minerwę, rzymską boginię wojny i mądrości, depczącą muzułmańskich niewolników. Obraz zawiera portrety dwóch wielkich mistrzów, za których rządów Mattia Preti pracował – Raphaela Cotonera (1660–1663) i Nicholasa Cotonera (1663–1680).
Samo sklepienie podzielone jest na sześć segmentów, które Pretti wykorzystał do wykonania cyklu obrazów z życia i męczeństwa św. Jana, dzieląc każdy segment na trzy sekcje. To dało mu 18 pól, z których każde zawiera epizod z życia św. Jana. Cykl rozpoczyna się od lewego (północnego) pola, patrząc w stronę ołtarza, segmentu przylegającego do wewnętrznej ściany fasady (z wejściem głównym) i kontynuuje w prawo; to samo powtarza się w każdym segmencie. Poszczególne pola przedstawiają:
- Segment 1: Wizja Zachariasza w świątyni; Maria odwiedza Elżbietę; Narodziny Jana ChrzcicielaPole środkowe segmentu 4: Jan Chrzciciel dający monetę żołnierzowi

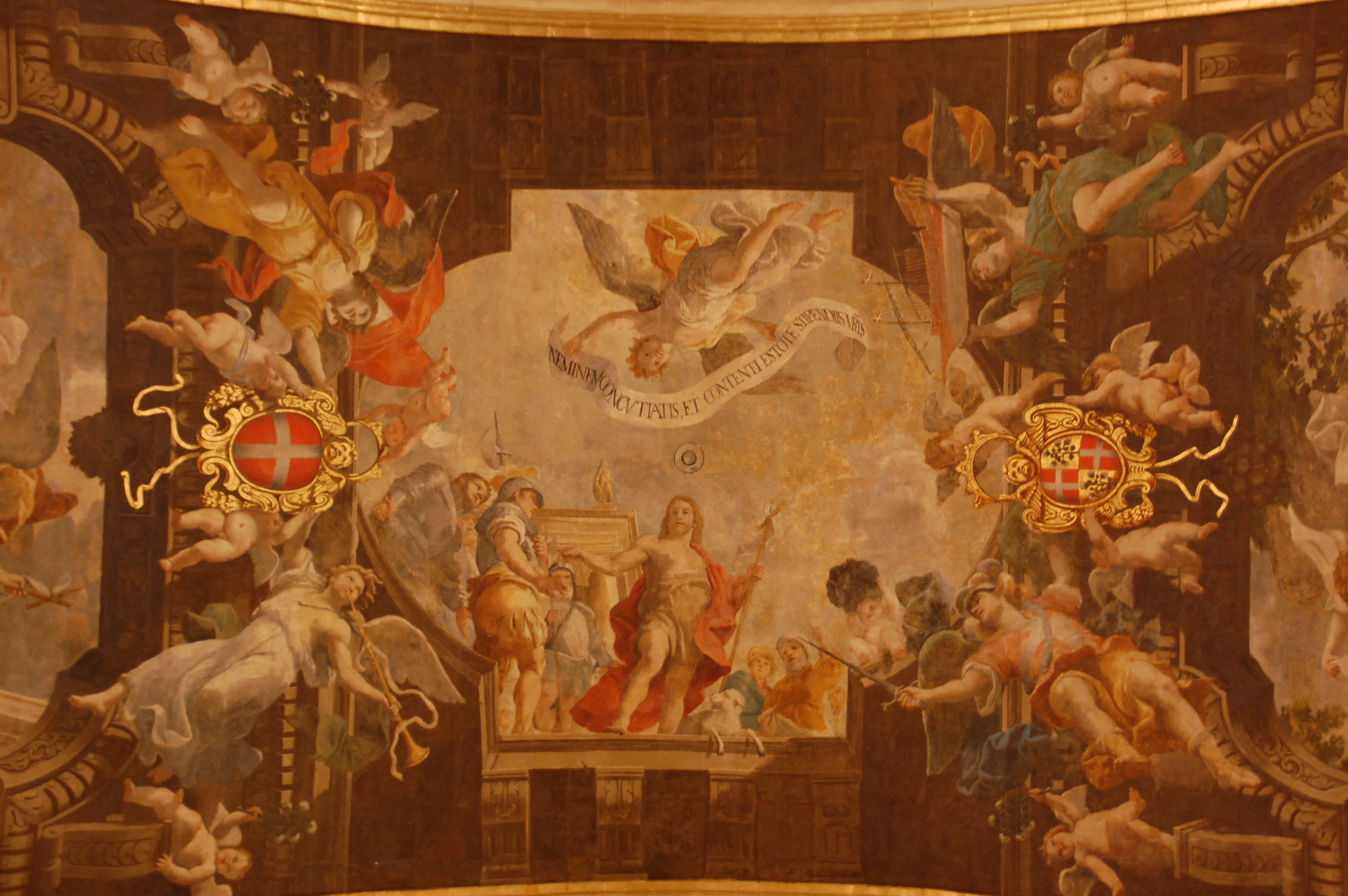
Pole środkowe segmentu 4: Jan Chrzciciel dający monetę żołnierzowi

- Segment 2: Jan wskazuje Jezusa jako Mesjasza (Ecce Agnus Dei); Modląca się Elżbieta w asyście dwóch aniołów; Jan Chrzciciel na pustyni
- Segment 3: Chrzest Chrystusa; Błogosławiący Bóg Ojciec; Jan Chrzciciel nauczający na pustyni
- Segment 4: Aresztowanie Jana Chrzciciela przez wysłanników Heroda; Jan Chrzciciel dający monetę żołnierzowi; Jan Chrzciciel indagowany przez kapłanów i lewitów
- Segment 5: Jan Chrzciciel napomina Heroda za jego niemoralność; Salome z głową Jana Chrzciciela na tacy; Jan wysyła dwóch uczniów do Jezusa
- Segment 6: Tańcząca Salome na przyjęciu u Heroda; Muzykująca grupa aniołów; Ścięcie Jana Chrzciciela

### Kaplice
Fundator kościoła zakonnego św. Jana wielki mistrz Jean L’Evesque de la Cassière od początku miał zamiar zbudować dla każdego z ośmiu języków zakonu kaplicę, mieszczącą się w bocznych nawach. Formalna decyzja o ich budowie podjęta została w lutym 1604, chociaż przed tą datą niektóre z kaplic miały już ołtarz, np. pierwsza kaplica od strony ołtarza w południowej nawie bocznej, poświęcona Matce Bożej z Philermosj.
W katedrze znajduje się dziewięć kaplic – Matki Bożej z Philermos i ośmiu języków zakonu, rozmieszczonych w obu nawach bocznych. W nawie bocznej południowej, po prawej stronie od wejścia, znajdują się, w kolejności od ołtarza głównego: kaplica Matki Bożej z Philermos, kaplica języka Owerni, kaplica języka Aragonii, przejście boczne południowe, kaplica języka Kastylii, Leon i Portugalii, przejście do oratorium. W nawie bocznej północnej zaś, w tej samej kolejności znajdują się: kaplica języka Anglii i Bawarii, kaplica języka Prowansji, kaplica języka Francji, kaplica języka Włoch, przejście boczne północne, kaplica języka Niemiec, przejście do zakrystii.

#### Kaplica Matki Bożej z Philermos
Pierwsza kaplica po stronie południowej, poświęcona Matce Bożej z Philermos, dziś znana jako kaplica Najświętszego Sakramentu, była jedną z najważniejszych kaplic dla rycerzy zakonu, a to z racji umieszczonego w niej obrazu Matki Bożej z Philermos.

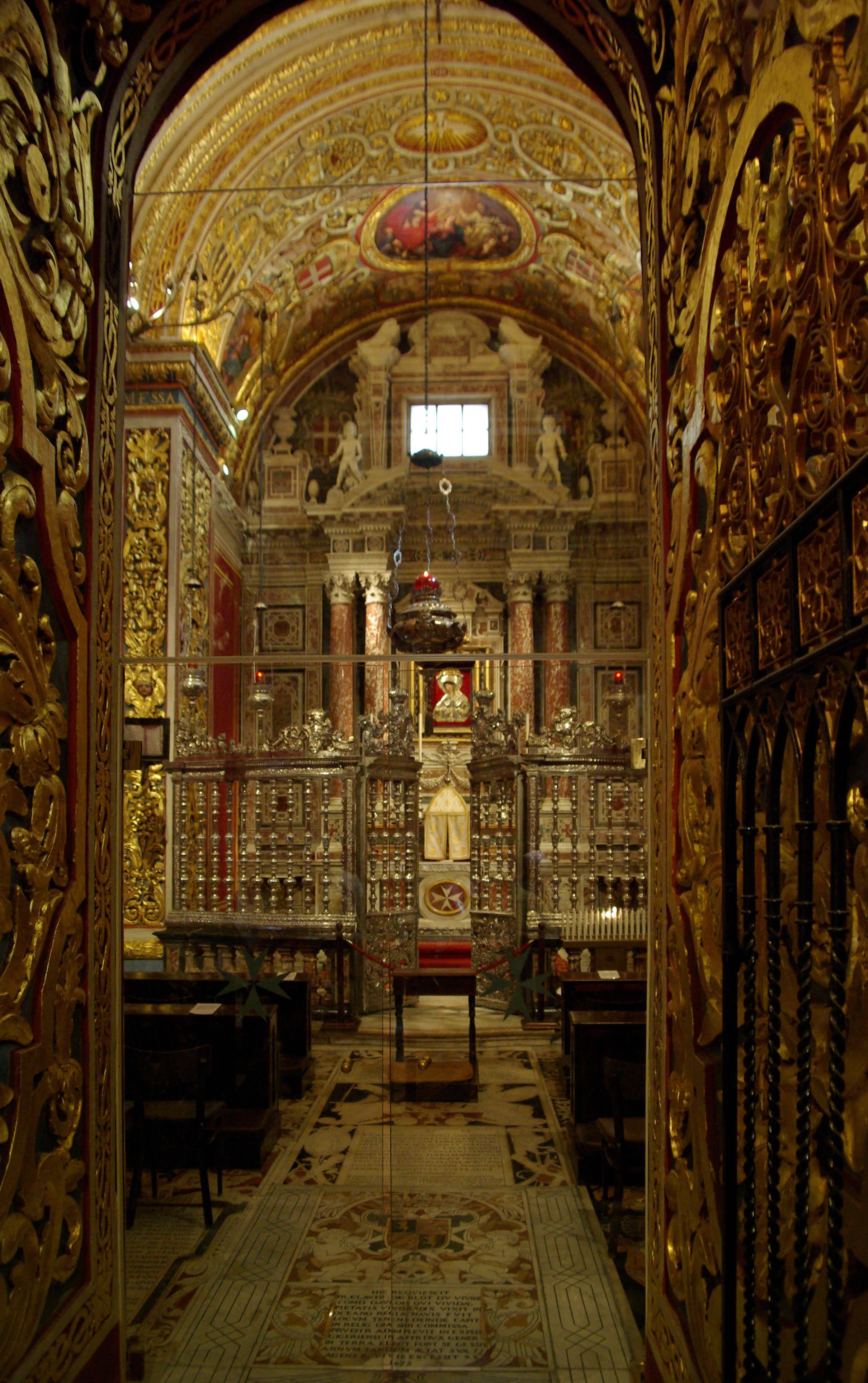
Kaplica Matki Bożej z Philermos

 Obraz był bardzo czczony przez członków Zakonu, będąc w jego posiadaniu jeszcze od czasów przebywania rycerzy w Jerozolimie. Przed walką rycerze modlili się do Matki Bożej o zwycięstwo i, kiedy je odnieśli, przynosili Świętej Dziewicy klucze do zdobytych twierdz. Pomiędzy kluczami wciąż wiszącymi w kaplicy są te do zamków w Lepanto i Patras. Współcześnie obraz znajduje się w muzeum w Cetinje w Czarnogórze.
Dziś w ołtarzu znajduje się XVII-wieczny obraz znany jako Our Lady of Carafa (Matka Boża Carafy), przeniesiony tu w 1954 (lub 1958) z kaplicy języka Włoch, gdzie został umieszczony w 1619, po śmierci Gerolamo Carafy, przeora Barletty.
Ozdobą kaplicy jest ołtarz wraz z retabulum wykonanym z misternie inkrustowanego marmuru z Mesyny, jak również pozłacane rzeźbione sklepienie z malowidłem przedstawiającym Wniebowzięcie Matki Bożej oraz Koronację Najświętszej Dziewicy; większość z tych prac została ukończona przed 1657. Kaplica Matki Bożej z Philermos zamknięta jest marmurowymi balaskami ołtarzowymi ze słynną srebrną bramą z 1752, tworzącymi rodzaj ikonostasu. Poprzednio znajdowała się tutaj brązowa brama, dziś w kaplicy języka Anglii i Bawarii.

#### Kaplica języka Owernii
Patronem drugiej kaplicy w południowej nawie jest św. Sebastian.

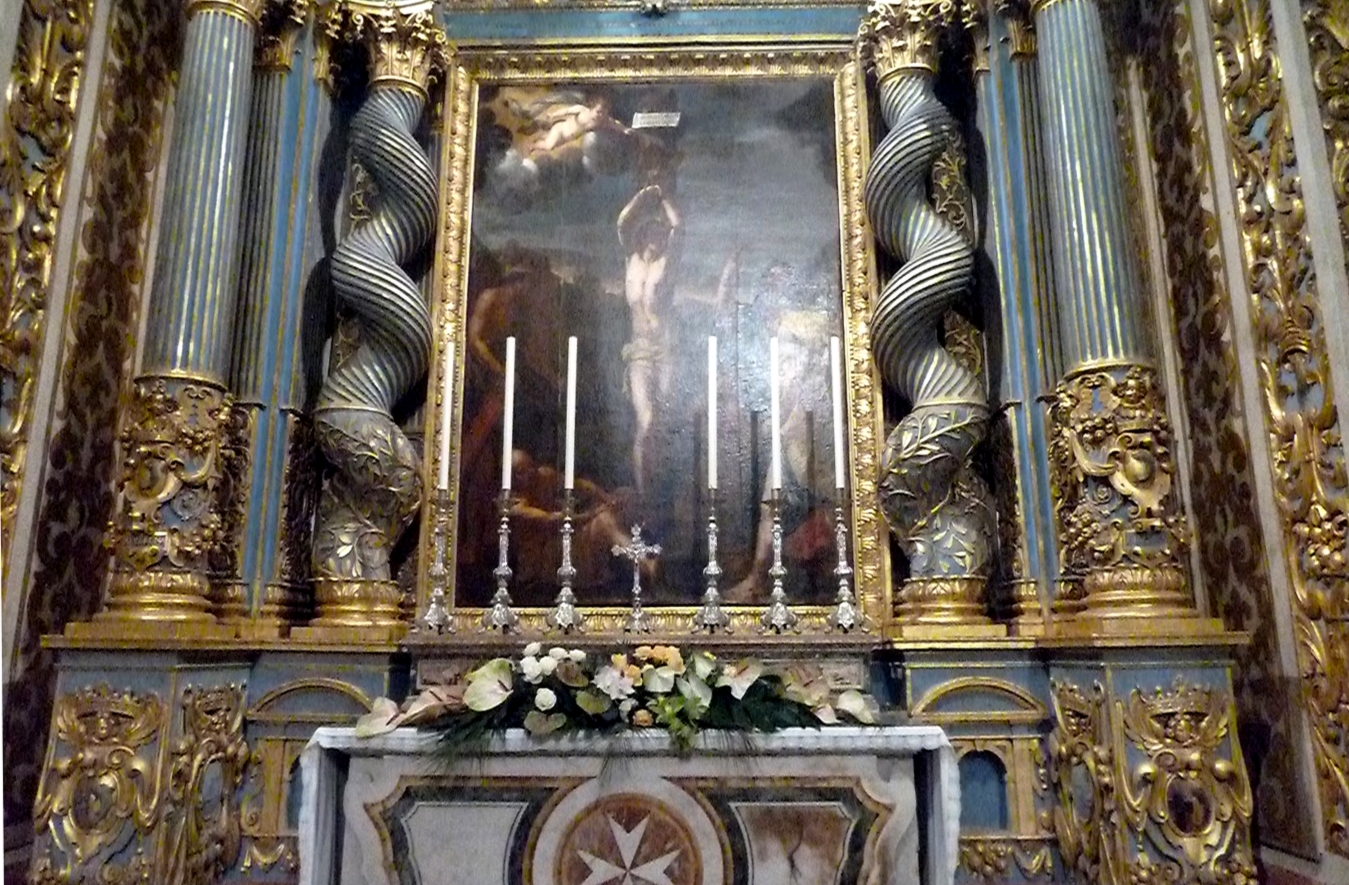
Ołtarz kaplicy języka Owernii

 Znajduje się tu najstarsze, dzieląc to wyróżnienie z kaplicą języka Prowansji, zachowane reredos ołtarza w katedrze św. Jana, pochodzące z połowy XVI wieku. Skręcone kolumny okalają obraz przedstawiający patrona kaplicy, przypisywany mało znanemu malarzowi Silvestro Querio (1610-1672), osiadłemu na Malcie w latach 20. XVII wieku i znanemu jako „il Romano”. W dwóch bocznych lunetach kaplicy przedstawione są sceny z życia św. Sebastiana. Obrazy powstały prawdopodobnie w 1667, a ich autorem jest urodzony na Malcie malarz Giuseppe D’Arena (ok. 1647–1719), który w 1666 poślubił córkę wspomnianego wyżej Silvestro Querio, i znany był również jako „il Romano”.
Ściany kaplicy oraz wnętrze kopuły pokryte są w całości rzeźbionymi bujnymi liśćmi i girlandami kwiatów symbolizującymi dobrobyt Zakonu. Jedynym rzeźbionym pomnikiem w kaplicy jest, stojący po lewej stronie blisko ołtarza, nagrobek wielkiego mistrza Annet de Clermont-Gessanta. Wartym zauważenia jest znajdująca się na środku podłogi kaplicy płyta nagrobna legendarnego bohatera Wielkiego Oblężenia don Melchiora de Robles, członka Zakonu Miecza, który zginął podczas oblężenia.

#### Kaplica języka Aragonii
Trzecia kaplica w nawie południowej, jedna z najwspanialszych i najbardziej ozdobnych w kościele, poświęcona jest św. Jerzemu, patronowi rycerzy aragońskich. Ołtarz i jego otoczenie zostały przeprojektowane podczas rządów wielkiego mistrza Ramona Despuiga (1736–1741). Obraz w ołtarzu, zamówiony w 1659 przez wielkiego mistrza Martina de Redin, jest nie tylko jednym z pierwszych dzieł Mattia Pretiego w tym kościele, ale również jednym z najwspanialszych.

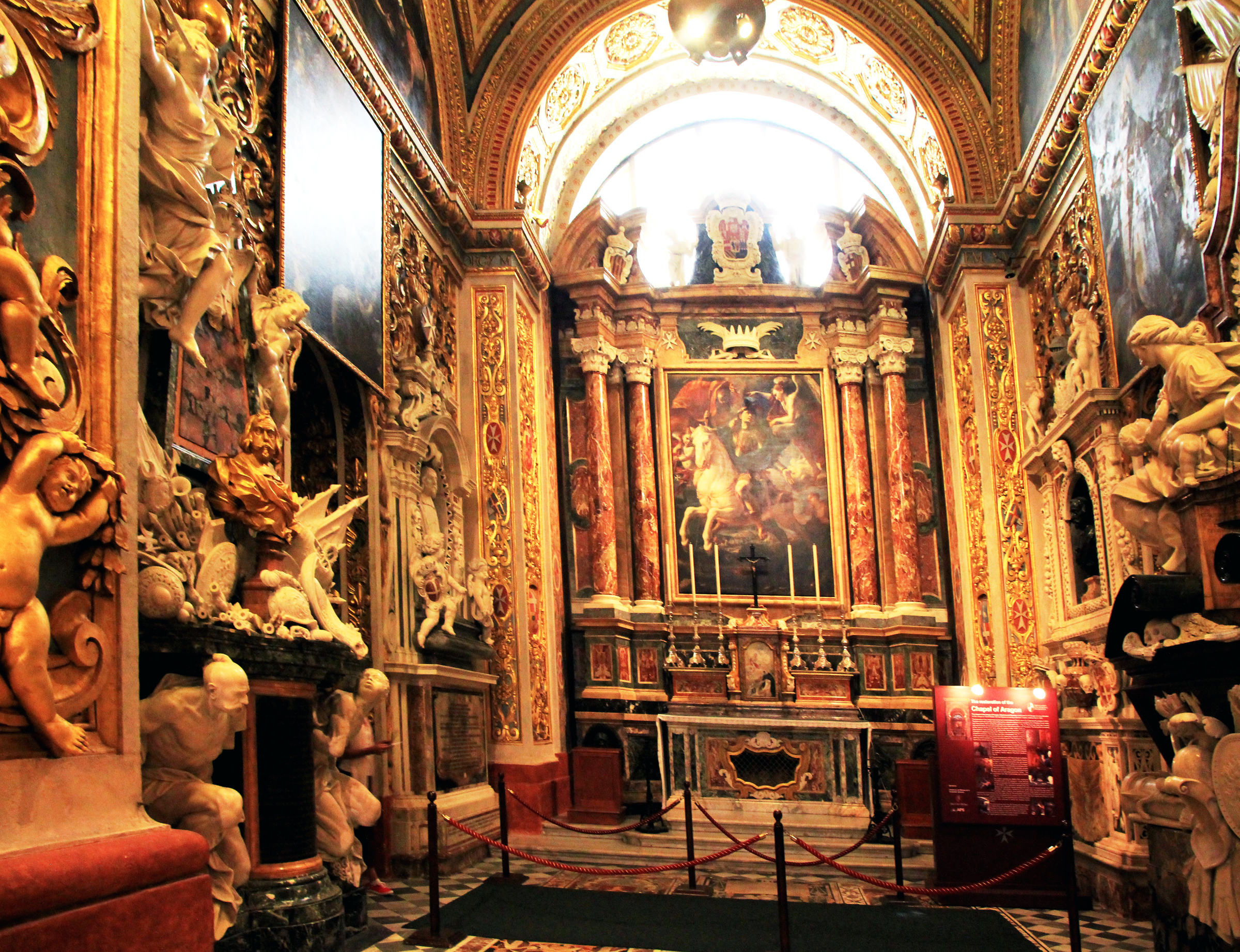
Kaplica języka Aragonii

 Przedstawia św. Jerzego na białym rumaku w chwilę po zabiciu smoka, w otoczeniu aniołów, z których jeden trzyma flagę rycerzy języka Aragonii. W kaplicy można oglądać jeszcze cztery inne dzieła Pretiego. Są to: sceny z życia św. Wawrzyńca, przedstawione na dwóch lunetach nad bocznymi ścianami, oraz obraz Św. Franciszek Ksawery wiszący nad przejściem do kaplicy Owernii, i Św. Firminus na ścianie przeciwnej. Główny łuk kaplicy ozdobiony jest rzeźbionymi i złoconymi gałązkami palmy i wawrzynu – symbolami pokoju i zwycięstwa. Ściany i sufit są również misternie rzeźbione i pozłacane. Przedstawiają jedne z najbardziej wykwintnych wzorów liści i girland, wśród których bawią się cherubiny.
W kaplicy znajdują się pomniki nagrobne czterech hiszpańskich wielkich mistrzów zakonu. Bliżej ołtarza, stoi po lewej pomnik wielkiego mistrza De Redina (1657–1660) zaś po prawej wielkiego mistrza Raphaela Cotonera (1660–1663). Oba pomniki są raczej surowe i konserwatywne w wyglądzie. Pozostałe dwa monumenty, stojące bliżej łuku wejściowego, są bardziej bogato wykonane, z widoczną barokową pomysłowością. Upamiętniają one (po lewej) wielkiego mistrza Nicolasa Cotonera (1663–1680) oraz (po prawej) Ramona Perellosa (1697–1720), którego pomnik w białym marmurze został wykonany przez Giuseppe Mazzuoliego, autora rzeźby Chrzest Chrystusa w prezbiterium katedry.

#### Przejście boczne południowe
W przejściu pomiędzy kaplicą Aragonii a kaplicą Kastylii znajdują się płyty nagrobne upamiętniające różne osoby z Zakonu. Znajduje się tu najstarsza marmurowa płyta w katedrze św. Jana, która upamiętnia rycerza Jacques’a de Virieu Puppettieres, zmarłego w 1602.

#### Kaplica języka Kastylii, Leon i Portugalii
Ostatnia kaplica w nawie południowej poświęcona jest św. Jakubowi, patronowi Hiszpanii.

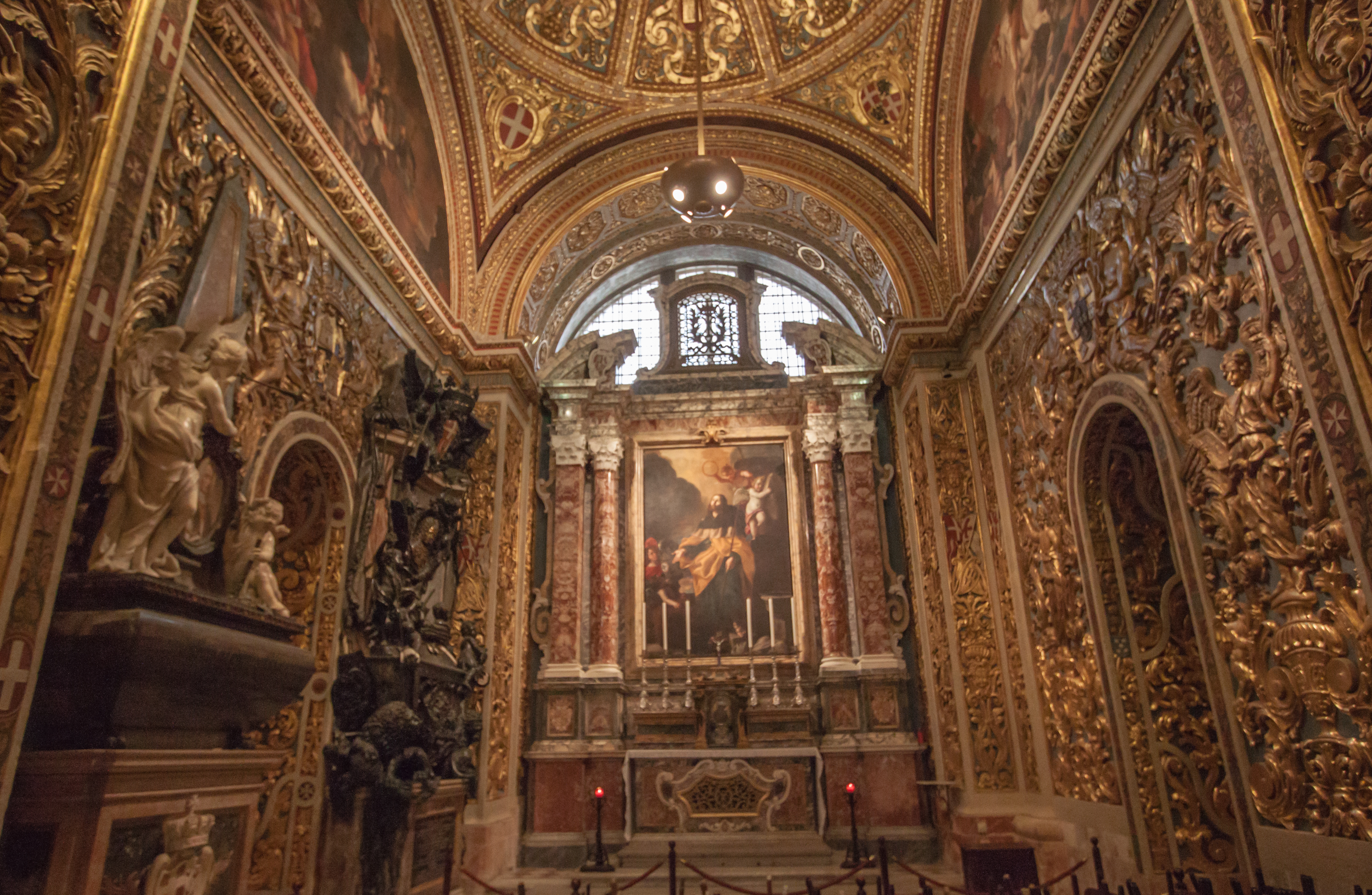
Wnętrze kaplicy Kastylii, Leon i Portugalii

Obraz w ołtarzu, pędzla Mattia Pretiego, przedstawia świętego z muszlą przegrzebka na piersi, co jest jego atrybutem jako pielgrzyma. Sposób wykonania dzieła stawia go w rzędzie majstersztyków sztuki barokowej. Na lunetach flankujących kaplicę znajdują się kolejne dwa dzieła Pretiego, a to Święty Jakub wypędzający muzułmanów z Hiszpanii oraz Święty Jakub klęczący u stóp Matki Bożej z Pilar.
W kaplicy znajdują się dwa interesujące pomniki. Pierwszy z nich, bliżej ołtarza, mieszczący szczątki portugalskiego wielkiego mistrza Manoela de Vilheny (1722–1736) jest jednym z najwspanialszych pomników nagrobnych w tym kościele. Pomnik wykonał w 1729 Massimiliano Soldani Benzi, który był również autorem pomnika wielkiego mistrza Zondadariego w nawie głównej katedry. Nagrobek De Vilheny, wykonany z marmuru i, w przeważającej części, z brązu jest najgruntowniejszym pomnikiem rokokowym na Malcie, który wielki mistrz zamówił jeszcze za swojego życia, najwyraźniej by utrwalić pamięć o sobie, jako twórcy fortu Manoel.
Mniej spektakularny, lecz wspaniale wykonany jest drugi pomnik nagrobny w kaplicy, ustawiony również po lewej stronie, lecz bliżej łuku wejściowego. Skrywa on szczątki wielkiego mistrza Manuela Pinto (1741–1773). Ze swoją neoklasyczną powściągliwością stanowi wspaniałe tło dla rokokowego rozmachu pomnika De Vilheny. Pomnik jest autorstwa rzymianina Vincenzo Pacettiego (1746–1820). Portret nagrobny zmarłego jest mozaikową kopią ostatniego portretu wielkiego mistrza wykonanego przez Antoine de Favraya (1706–1798). Niektóre źródła podają, że projektantem pomnika był sam Favray.

#### Przejście do oratorium
Kaplica będąca dziś przejściem do oratorium notowana była już w 1602, jako jedna z najwcześniejszych kaplic bocznych świątyni. Pierwotnie nie miała żadnego wyposażenia. Na początku XVII wieku poświęcona była „Świętej Kolumnie”, przy której Jezus był biczowany. Wówczas zostało prawdopodobnie wykonane przejście do powstałego w latach 1602–1605 oratorium. W 1618 kaplica miała już ołtarz i poświęcona była św. Karolowi Boromeuszowi. W 1739 przeor Bartolomé Rull, późniejszy biskup Malty, przeniósł ołtarz do sanktuarium Świętych Relikwii (dziś kaplicy języka Anglii i Bawarii). W 1751 Antoine de Favray namalował dwa obrazy w lunetach, później dodając trzeci. Było to ostatnie poważne przemodelowanie pomieszczenia; od tego czasu jedyną zmianą było umieszczenie w 1993 w przejściu olbrzymiego krucyfiksu, dzieła Polidoro Caldary da Caravaggio (ok. 1490–ok. 1535) z prawdopodobnie 1532.

#### Kaplica języka Anglii i Bawarii
Aktualna pierwsza kaplica nawy północnej od strony ołtarza została kaplicą języka Anglii i Bawarii po 1784, kiedy wielki mistrz De Rohan ustanowił ten język. Kaplica jest poświęcona św. Karolowi Boromeuszowi, a niegdyś znana była jako sanktuarium Świętych Relikwii.

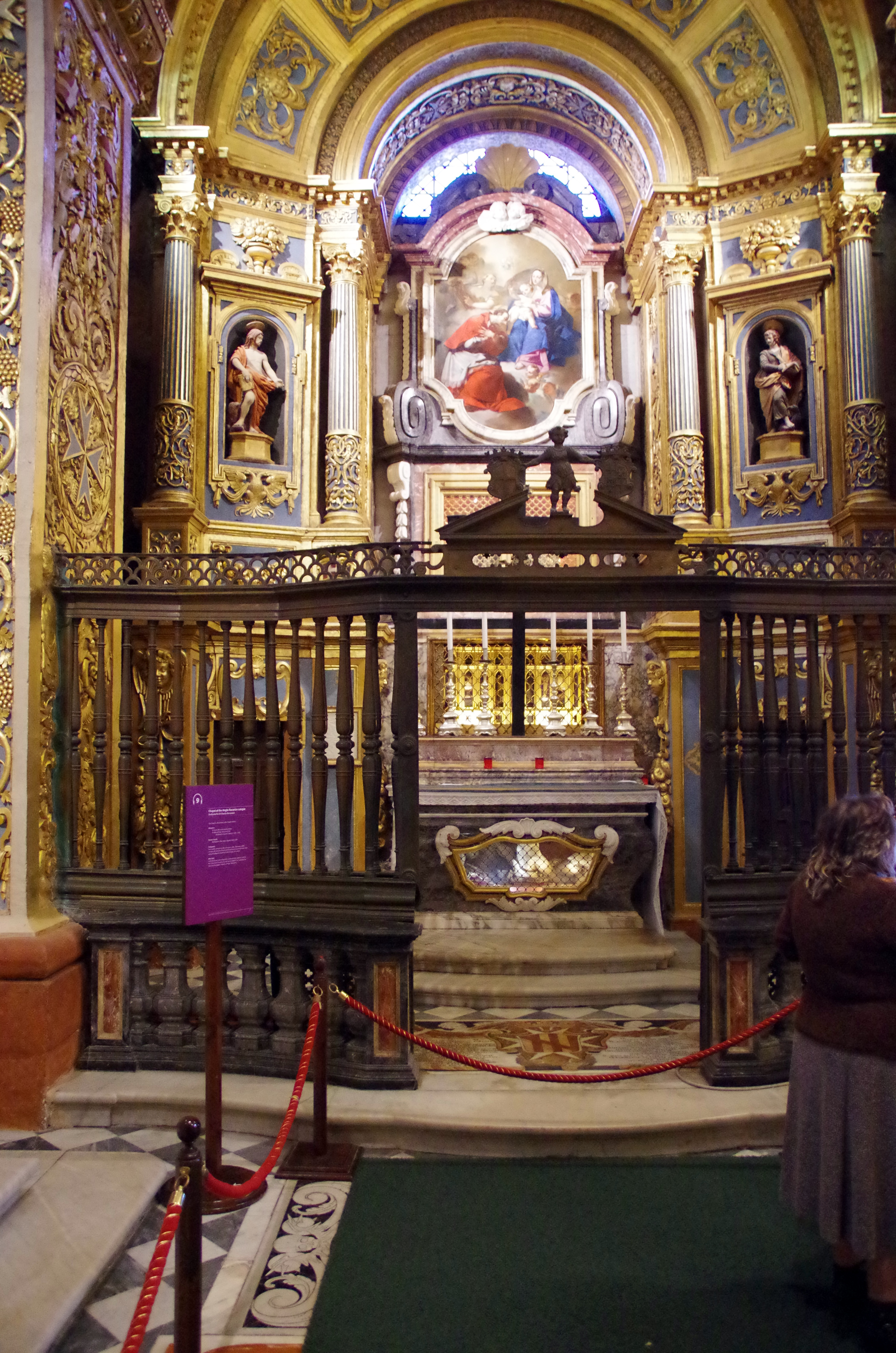
Kaplica języka Anglii i Bawarii

 Kaplica ta jest właściwie aneksem kaplicy języka Prowansji, oddzielonym od niej marmurowymi balaskami, na których umieszczona jest masywna brama, wykonana z brązu, która służyła jako swego rodzaju ikonostas w kaplicy Matki Bożej z Philermos od początku XVII wieku do 1752, kiedy została zastąpiona srebrną bramą. Sam ołtarz wykonany jest z polichromowanego marmuru. Jego retabulum z pozłacanego kamienia maltańskiego, wykonane podczas rządów wielkiego mistrza Lascarisa, jest wspaniałym przykładem rzeźby późnego baroku, i dowodzi wysokiego kunsztu maltańskich kamieniarzy. Nastawa została przystosowana do przechowywania w niej dwóch szkatułek zawierających relikwie świętych. Niestety zostały one skradzione przez francuskich żołnierzy podczas okupacji Malty przez armię Napoleona. W ołtarzu znajduje się obraz przedstawiający patrona kaplicy klęczącego przed Madonną z Dzieciątkiem, wyszedł on spod pędzla, według jednych źródeł, XVIII-wiecznego artysty Agostino Masucciego (1691–1758), według innych przypisywany jest Beaumontowi. Wykonanie pozłacanego brązowego krucyfiksu na ołtarzu przypisuje się Alessandro Algardiemu (1598–1654), renomowanemu rzymskiemu rzeźbiarzowi. Po prawej stronie ołtarza znajduje się rzeźbiona w drewnie figura św. Jana Chrzciciela, o której mówi się, że była figurą dziobową Grand Caracca, okrętu flagowego Zakonu św. Jana jeszcze z czasów jego pobytu na Rodos, a który został rozebrany w 1548 już na Malcie.

#### Kaplica języka Prowansji
W istocie jest to pierwsza kaplica nawy północnej. Patronem kaplicy języka Prowansji jest św. Archanioł Michał. Ołtarz został odnowiony w 1732 w białym marmurze, jednak fasada ołtarza z flankującymie go dwoma parami skręconych kolumn pochodzi z późnych lat 20. XVII wieku i jest przykładem najwcześniejszego projektu ołtarza w kościele. Obraz w ołtarzu przedstawia św. Michała jako młodego wojownika pokonującego szatana. Praca, która wyszła spod pędzla Mattia Pretiego jest kopią znajdującego się w rzymskim kościele Santa Maria Della Concezione dzieła Guido Reniego.

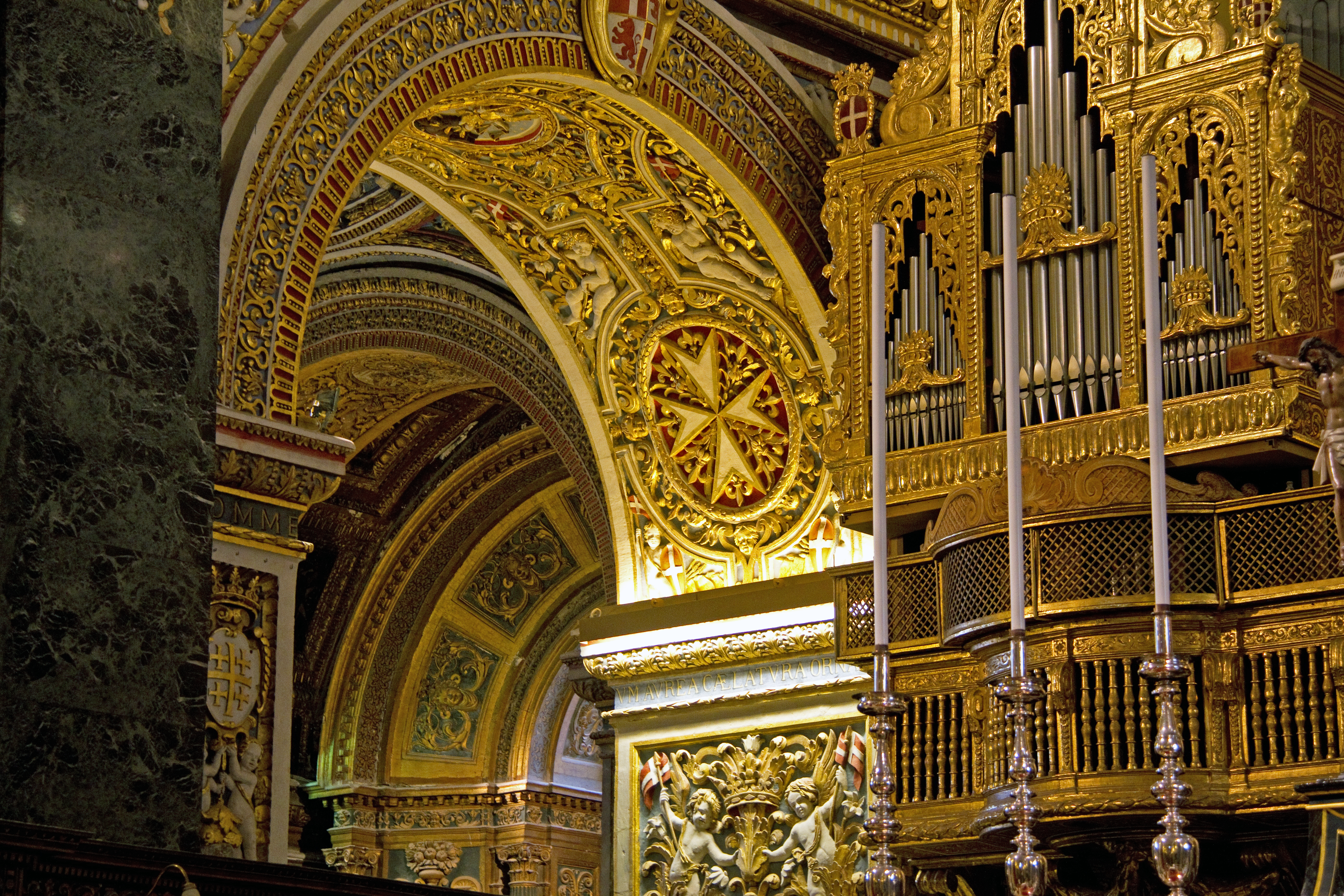
Łuk w kaplicy języka Prowansji

Pomniki nagrobne w kaplicy należą do wielkich mistrzów Antoine’a de Paule oraz Juana de Lascaris-Castellara. Oba pomniki są wykonane z marmuru w eleganckim stylu późnego manieryzmu, typowego dla sztuki preferowanej przez Zakon w pierwszej połowie XVII wieku.
Jedyna luneta w kaplicy, nad przejściem do kaplicy języka Francji, zawiera manierystyczne przedstawienie Apparition of St Michael on Mount Gargano. Wewnątrz kopuły znajduje się herb wielkiego mistrza La Cassiere’a oraz wyrzeźbiona w kamieniu korona oraz fleur-de-lys, symbol rycerzy francuskich, których częścią był język Prowansji. Na pendentywach widoczne herby Zakonu, wielkiego mistrza Cotonera, wielkiego komandora Jeana Jacques’a de Verdelina oraz języka Prowansji.
W kaplicy znajduje się wejście do krypty wielkich mistrzów, znajdującej się pod prezbiterium katedry.

#### Kaplica języka Francji
Kolejna kaplica w nawie północnej, kaplica języka Francji, została dedykowana nawróceniu św. Pawła. Podczas redekoracji kościoła w 1660 cała kaplica została obficie ozdobiona rzeźbionymi i złoconymi motywami. Z całego XVII-wiecznego wyposażenia kaplicy do dziś dnia jedynie obraz tytularny, zamówiony przez Zakon u Mattia Pretiego w 1668 pozostał na miejscu. Kaplica języka Francji stała się głównym celem XIX-wiecznego ruchu tzw. Nazareńczyków, którzy aspirowali do zreformowania chrześcijańskiej sztuki i wymazania pamięci o wcześniejszym barokowym rozkwicie. W latach 1830. kaplica została oddana w ręce niekwestionowanego lidera tego ruchu na Malcie – Giuseppe Hyzlera (1787–1885). Ten natychmiast usunął z kaplicy ołtarz, który byłby dziś najbardziej interesującym pod względem artystycznym, wykonany w 1666 przez Melchiorre Cafà (1636–1667), jak też frontowe dekoracje z epoki Pretiego.

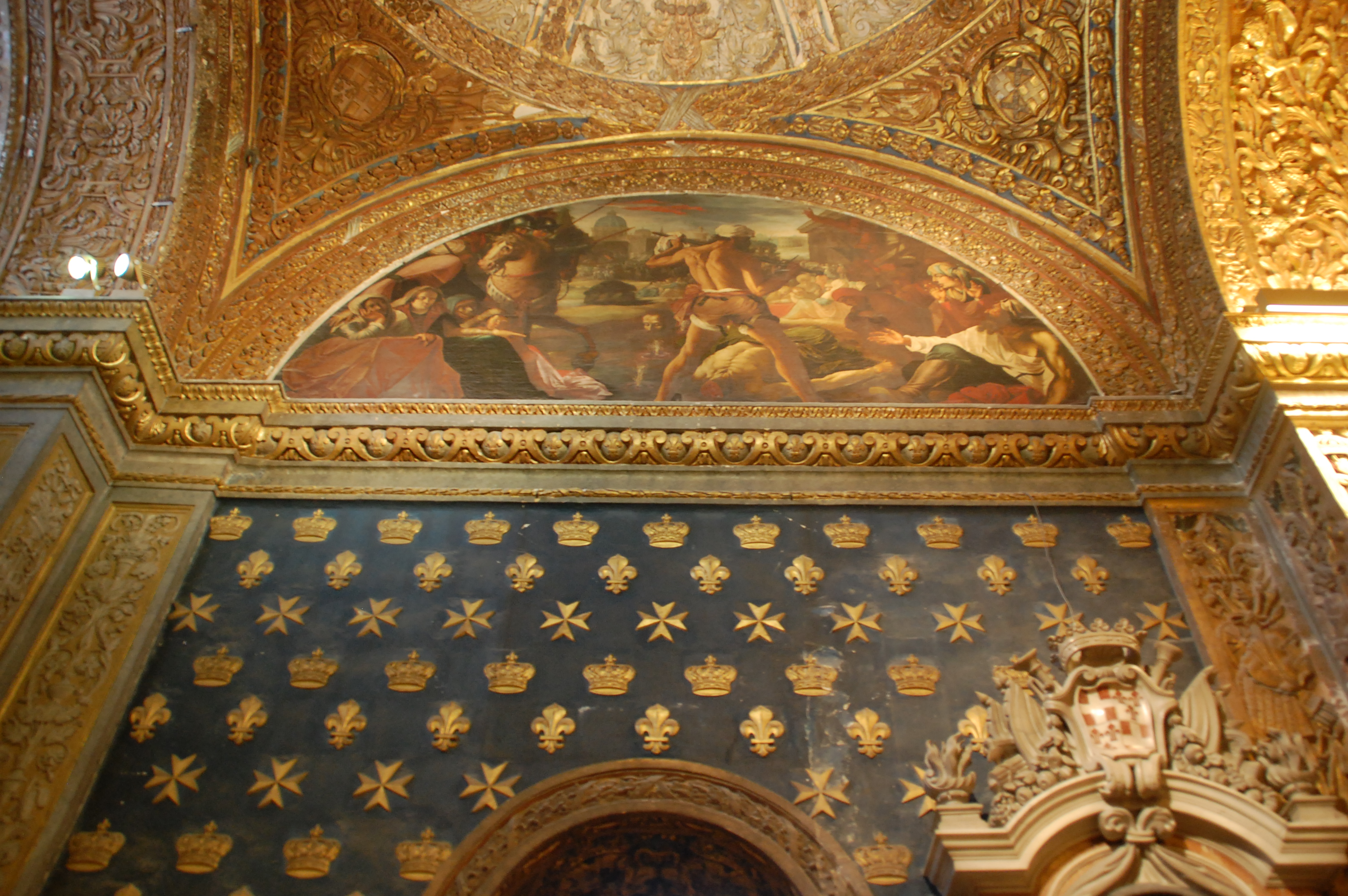
Luneta z obrazem Ścięcie św. Pawła

Ołtarz Gafà został zastąpiony przez prosty z białego marmuru, połączony z neoklasycznymi dekoracjami naściennymi, które zastąpiły fasadę, zaś ściany boczne kaplicy ozdobione zostały powtarzającym się motywem fleur-de-lis. W ołtarzu obraz Mattia Pretiego Nawrócenie św. Pawła w drodze do Damaszku. W dwu lunetach obrazy przedstawiające Rozbicie statku św. Pawła na Malcie oraz Ścięcie św. Pawła, które wyszły z warsztatu Mattia Pretiego lub spod pędzla niemieckiego malarza Lukasa Kiliana. XIX-wieczni ‘reformatorzy’ umieścili nad przejściami do sąsiednich kaplic manierystyczne obrazy florenckiego malarza Filippo Paladiniego (ok. 1544–1615) Madonna Bożego Miłosierdzia oraz Młody Jan Chrzciciel.
W kaplicy umieszczone są trzy wspaniałe pomniki nagrobne. Są to, po prawej stronie kaplicy, nagrobek wielkiego mistrza Adriena de Wignacourt (1618–1697), bratanka bardziej znanego Alofa de Wignacourt oraz nagrobek markiza Joaquina de Wignacourt (zm. 1615), brata tego ostatniego, zaś po lewej stronie pomniki nagrobne wicehrabiego Beaujolais (zm. 1808), brata przyszłego króla Francuzów Ludwika Filipa, i wielkiego mistrza Emmanuela de Rohan (1725–1797). Marmurowe płyty nagrobne w posadzce kaplicy upamiętniają wielu wybitnych francuskich rycerzy Zakonu.

#### Kaplica języka Włoch
Kaplica języka Włoch, kolejna w nawie północnej, poświęcona jest Niepokalanemy Poczęciu Matki Bożej oraz św. Katarzynie Aleksandryjskiej, patronce rycerzy włoskich.

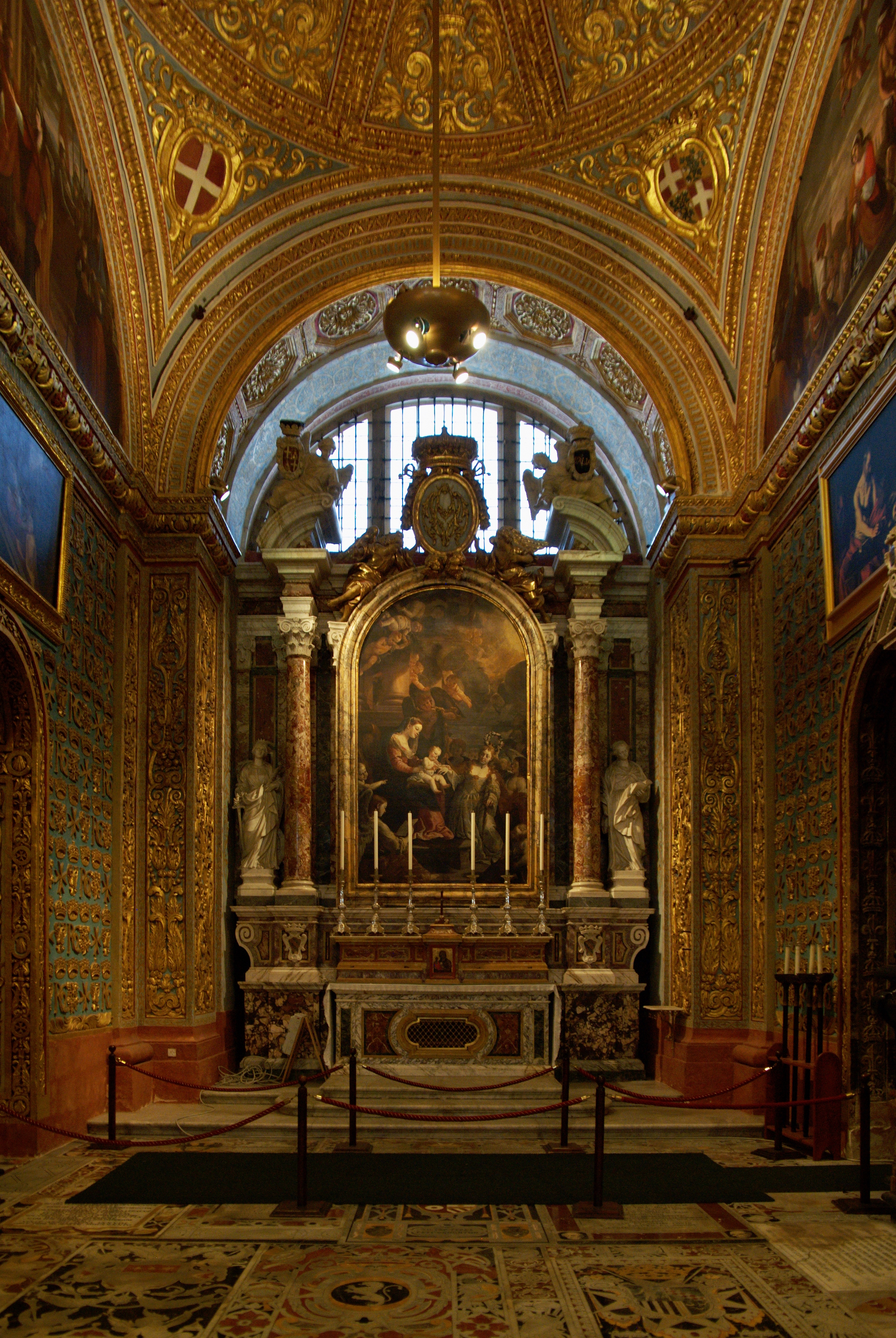
Wnętrze kaplicy języka Włoch

Marmurowy ołtarz oraz nastawa ołtarzowa z 1733 są dziełem Romano Carapecchii (1668–1738), jednego z najwspanialszych architektów rzymskiego baroku pracujących na Malcie. Dwie kolumny z posągami św. Katarzyny oraz św. Eufemii po bokach otaczają obraz tytularny Mistyczne zaślubiny św. Katarzyny pędzla Mattia Pretiego. Nad obrazem, wspierany przez dwa pozłacane anioły, centralnie umieszczony medalion, w którym oryginalnie znajdował się obraz Our Lady of Carafa, dziś w kaplicy Matki Bożej z Philermos. Kolejne dwa obrazy Mattia Pretiego, a to Święta Katarzyna dyskutująca z filozofami oraz Męczeństwo św. Katarzyny znajdują się w lunetach kaplicy. W 1661 nad przejściami do sąsiednich kaplic umieszczone zostały obrazy Caravaggia Święty Hieronim piszący oraz Święta Maria Magdalena pokutująca, kopia części obrazu Correggia Opłakiwanie Chrystusa znajdującego się w Parmie. Dziś Święty Hieronim umieszczony jest w nowym Caravaggio Wing.
Na prawej ścianie kaplicy, przed przejściem do kaplicy języka Francji, znajduje się, jako jedyny w kaplicy, polichromowany marmurowy pomnik nagrobny Włocha Gregorio Carafy, wielkiego mistrza joannitów w latach 1680–1690. Pomnik przypisywany jest Ciro Ferriemu (1634–1689), a umieszczony został w kaplicy w 1688.
Ściany kaplicy pokryte są, zaprojektowanymi przez Mattia Pretiego, ozdobnymi symbolami Zakonu oraz inicjałami wielkiego mistrza Raphaela Cotonera (1660–1663), za którego rządów, w 1660 rozpoczęto upiększanie kaplicy.

#### Przejście boczne północne
Dawniej było znane jako boczne wejście owernijskie, prowadząc wprost do głównej ulicy Valletty naprzeciw ówczesnej Auberge d’Auvergne (dziś w tym miejscu stoi budynek sądów). Ściany wewnętrzne oraz łuk od strony nawy zostały w latach 1661–1667 upiększone równocześnie z kaplicą języka Włoch, z tą różnicą, że motywem powtarzającym się są inicjały następcy i brata wspomnianego Raphaela, wielkiego mistrza Nicolasa Cotonera, rządzącego w latach 1663–1680.

#### Kaplica języka Niemiec

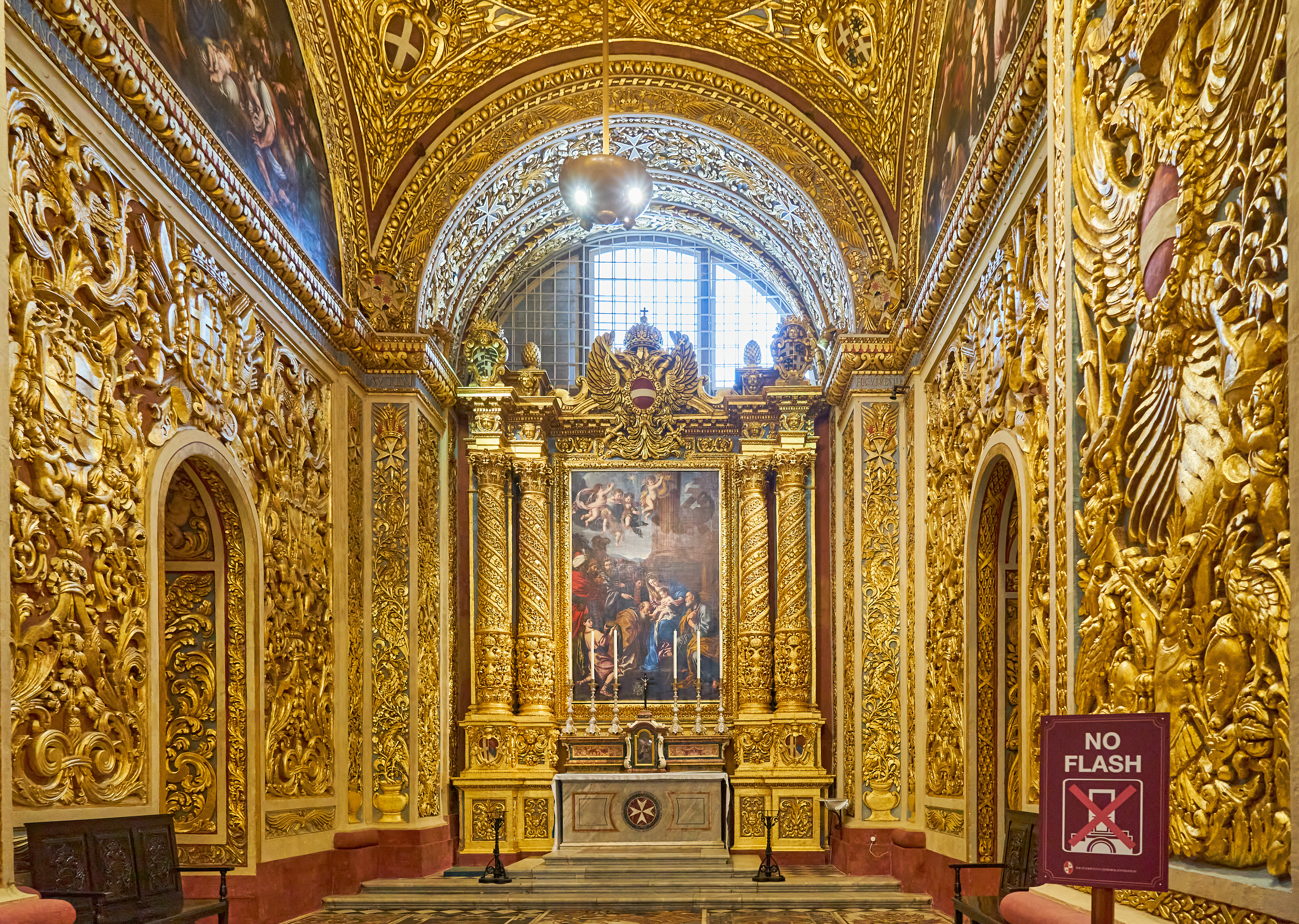
Kaplica języka Niemiec

Jest to piąta kaplica w nawie bocznej północnej. Oryginalnie kaplica należała do języka Anglii, z Biczowaniem Chrystusa florentczyka Stefano Pieri jako obrazem tytularnym. Po zerwaniu Anglii z Rzymem kaplica została przekazana rycerzom języka Niemiec i poświęcona Objawieniu Pańskiemu.
Obrazy w kaplicy, wszystkie namalowane w stylu barokowym i datowane na XVII wiek, wyszły spod pędzla urodzonego na Malcie Stefano Erardiego (1630–1716). Obraz w ołtarzu przedstawia Pokłon Trzech Króli, zaś półkoliste obrazy w lunetach nad bocznymi przejściami ukazują Narodzenie Chrystusa oraz Masakrę Niewiniątek. Ściany i wnętrze kopuły pokryte są rzeźbionymi w wapieniu i pozłacanymi ozdobami przedstawiającymi różne rodzaje uzbrojenia, symbolizującymi militarny status Zakonu. Dwugłowy orzeł przedstawiony nad ołtarzem, na kopule oraz łuku jest symbolem języka Niemiec. Na uwagę zasługuje szczególnie kamienny pozłacany ołtarz, który jako jedyny, oprócz zmodyfikowanego ołtarza w kaplicy języka Anglii i Bawarii, przetrwał w nienaruszonym oryginalnym stanie.

#### Przejście do zakrystii

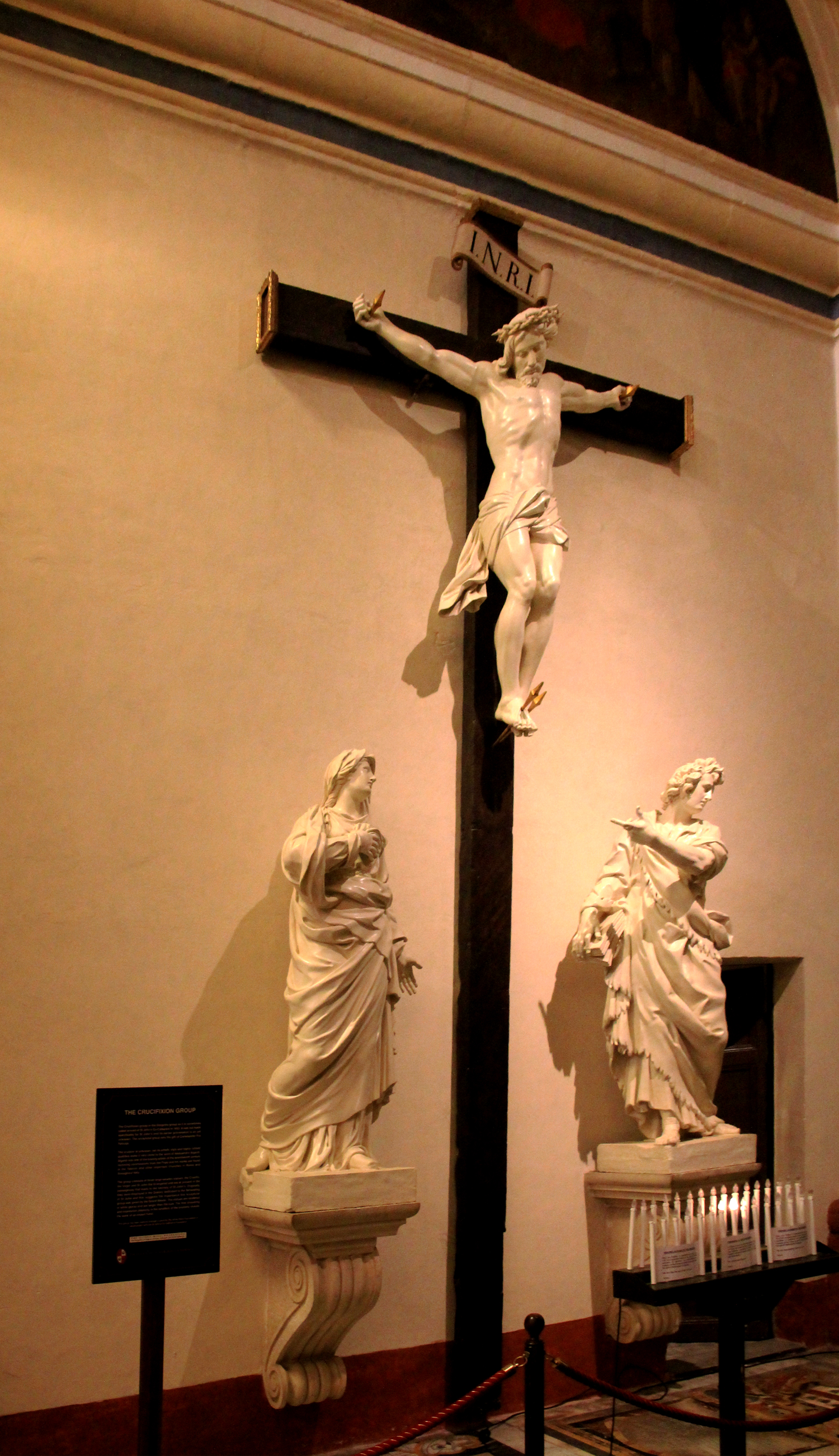
Grupa Ukrzyżowania

Szósta, ostatnia ‘kaplica’ w nawie północnej jest chyba najmniej ozdobną. W pasażu znajdują się trzy lunety. Środkowa, nad drzwiami wiodącymi do zakrystii, mieści pracę Mattia Pretiego Narodziny Matki Bożej, dwie boczne zaś to prace lokalnego artysty Giulio Cassarino (1582–1637) obrazujące sceny z życia Jana Chrzciciela. Na lewej, pozbawionej jakichkolwiek ozdób ścianie dominuje złożona z trzech drewnianych figur scena Ukrzyżowania. Figura Chrystusa przypisywana jest Alessandro Algardiemu (1608–1654), zaś postaci Maryi i św. Jana wyszły spod innego dłuta. Nad przejściem do kaplicy języka Niemiec niewielka praca, prawdopodobnie Stefano Erardiego (1630–1716) Święty Andrzej.
Wartym zanotowania jest, iż tutaj pochowany został Mattia Preti; miejsce znaczy marmurowa płyta nagrobna (od wejścia pierwszy rząd, pierwsza po prawej stronie) z inskrypcją rozpoczynającą się słowami: Hic iacet magnum Picture decus … (Tu leży wielka chwała malarstwa).

### Zakrystia
Główna zakrystia zbudowana została w latach 1598–1604. Jej kasetonowe sklepienie beczkowe może dać nam wyobrażenie oryginalnego wyglądu sufitu w katedrze przed zmianami dokonanymi przez Mattia Pretiego w latach 60. XVII wieku. Prywatne części zakrystii zostały ozdobione w 1758 przez wielkiego mistrza Pinto.
Obraz w ołtarzu przedstawia Biczowanie Chrystusa florenckiego malarza Stefano Pieri z 1572. Obraz oryginalnie znajdował się w ówczesnej kaplicy języka Anglii, dziś kaplicy języka Niemiec. Inne obrazy w zakrystii to: Papież Benedykt XIV Antoine de Favraya (1706–1798), Papież Klemens XI Alessio Erardiego, portrety wielkich mistrzów La Cassiere z 1618 oraz Rafaela Cotonera. Z ponad gzymsu zwisają proporce batalionów Royal Malta Regiment.

### Oratorium
Oratorium powstało w latach 1602–1605, za rządów wielkiego mistrza Alofa de Wignacourt. Oratorium było miejscem do prywatnych nabożeństw i modlitw, jak też do użytku przez nowicjuszy Zakonu.

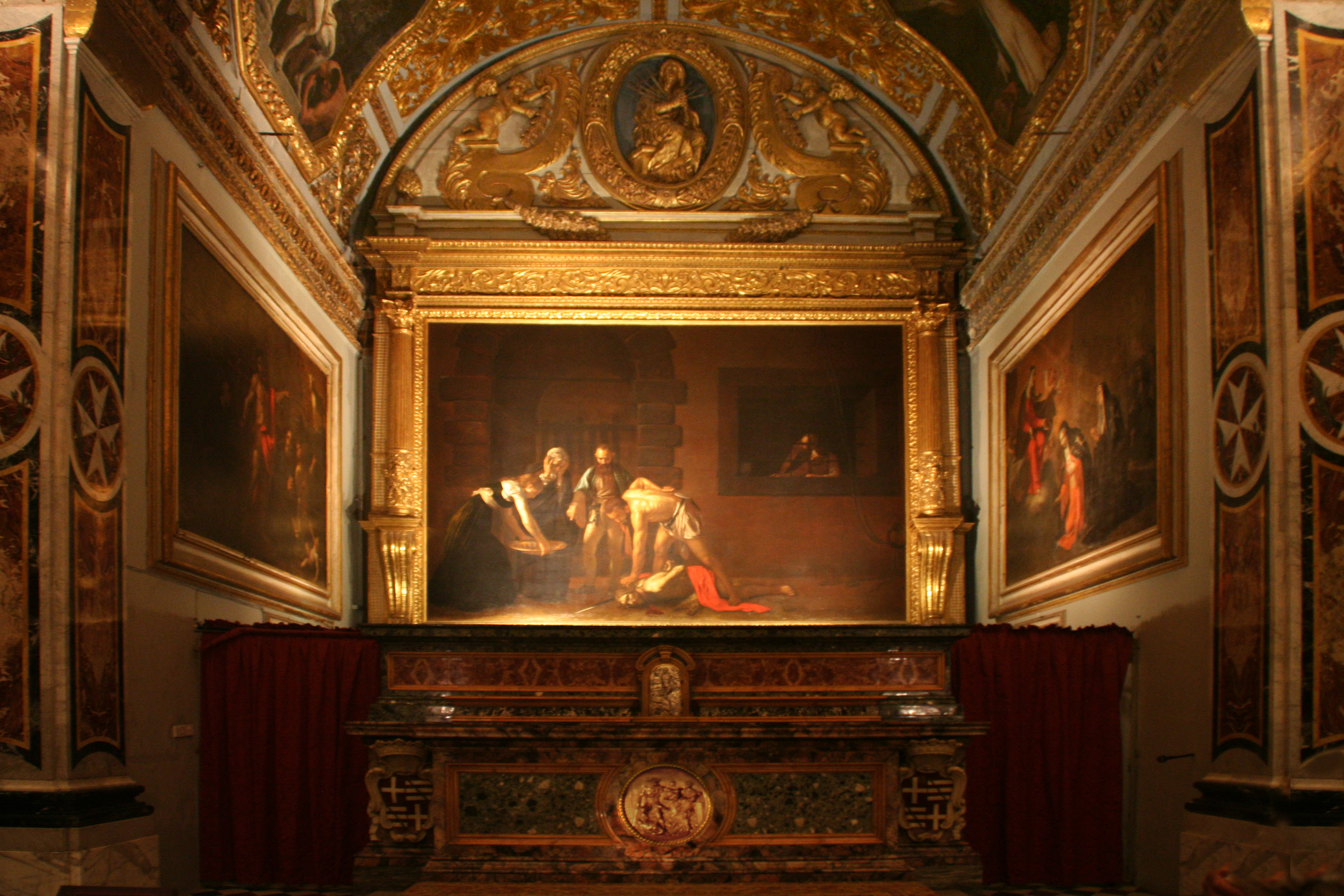
Ścięcie św. Jana Chrzciciela w oratorium

Na początku była to prosta budowla w kształcie prostokąta, z płaskim dachem i płytką wnęką na jej wschodnim końcu oflankowaną dwoma potężnymi doryckimi filarami. Światło dochodziło do wnętrza przez sześć okien otwartych w kierunku cmentarza. Tu właśnie w 1608 powstało i umieszczone zostało największe rozmiarami i jedyne sygnowane na froncie dzieło Caravaggia Ścięcie św. Jana Chrzciciela.
Ten pierwotny surowy układ został w latach 1680. zmieniony przez Mattia Pretiego, kiedy rozpoczął on ozdabianie oratorium, w co wchodziło też zainstalowanie wspaniałego ołtarza, ufundowanego przez wielkiego mistrza Gregorio Carafę. Preti celowo zaplanował barokową renowację oratorium jako dekorację wokół i dla wielkiego dzieła Caravaggia. Dodał sklepienie nad wschodnim końcem, blokując jednocześnie najbardziej wschodnie okno, i umieścił ołtarz odsunięty ku centrum, tworząc rodzaj prezbiterium.
Upiększenie oratorium objęło bogate pozłocenie rzeźbionego sklepienia i łuku prezbiterium, oraz weneckie w stylu złocone ozdoby na suficie oratorium, gdzie, na tym ostatnim, umieszczone zostały trzy obrazy Pretiego o tematyce pasyjnej: Cierniem ukoronowanie, Podniesienie Krzyża oraz Ecce Homo. Po obu stronach latarni umieszczonej w szczycie sklepienia Preti namalował dwa freski: Agonia Chrystusa w ogrodzie Oliwnym i Chrystus przywiązany do słupa. Nad głównym obrazem znajduje się drewniany relief Matka Boska Bolesna.
Dwa boczne panele obok obrazu głównego mieszczą obrazy Dwaj założyciele Zakonu u stóp Jana Chrzciciela oraz Dwie Siostry Zakonu klęczące przed Najświętszą Dziewicą. Osiem innych obrazów przedstawiających ważnych świętych Zakonu umieszczonych jest, po cztery, na każdej ze ścian bocznych oratorium. Wyszły one spod pędzla pracowników Pretiego, nie bez jego udziału.

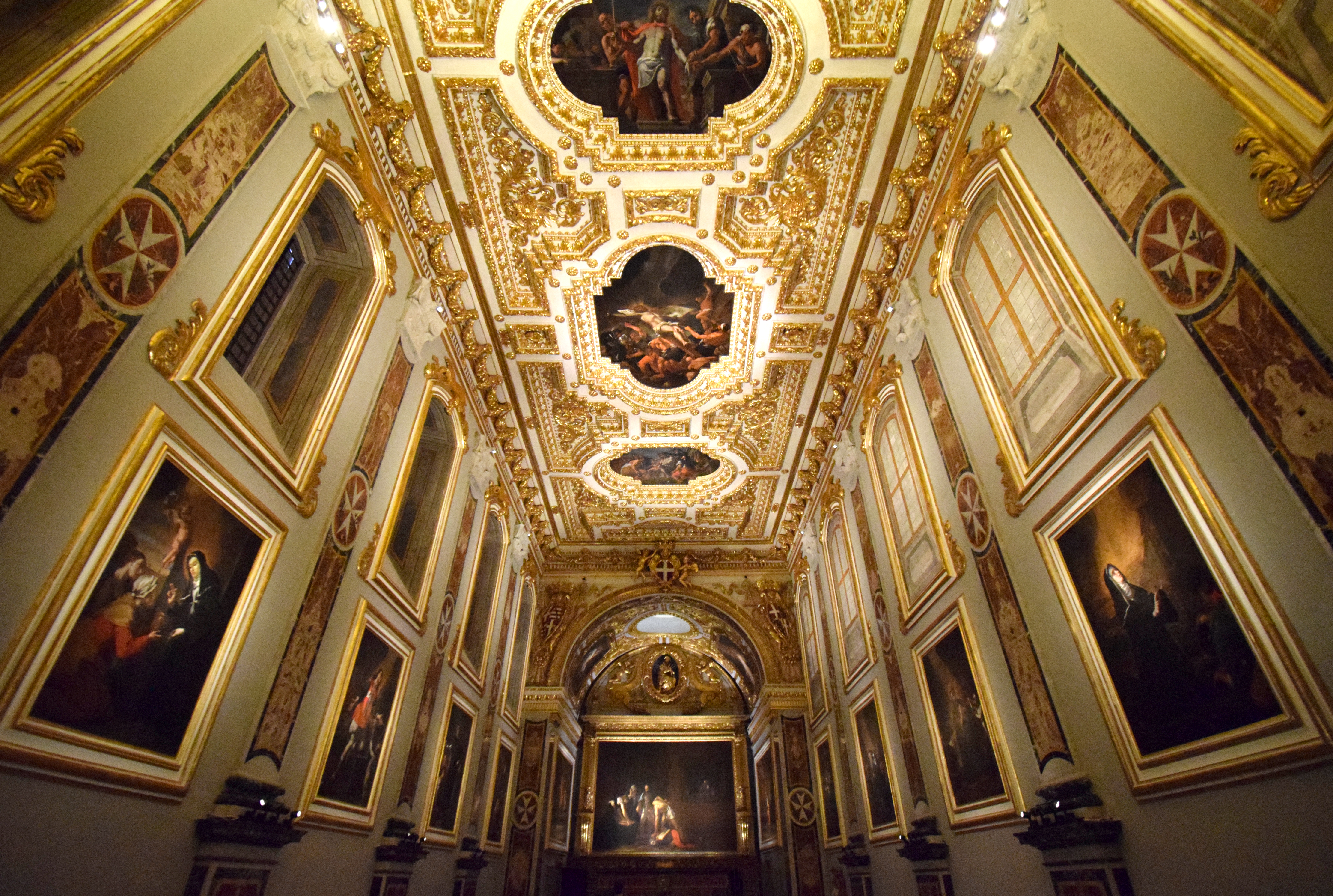
Oratorium po renowacji (2021)

W latach 1740. wszystkie filary pokryte zostały marmurem, powstał również wtedy wspaniały portal prowadzący do oratorium. Fundatorem tych upiększeń był Andrea de Giovanni, bailif Santo Stefano. Inne znamienite dzieła sztuki w oratorium to:
- brązowe tondo na froncie ołtarza, dzieło Ciro Ferriego (1634–1689),
- XVI-wieczna marmurowa głowa św. Jana Chrzciciela umieszczona na złoconej drewnianej muszli, na ścianie po prawej stronie ołtarza,
- marmurowe balaski ołtarzowe,
- XVI-wieczne włoskie organy, odnowione w latach 2004–2006.

W 1996 zostało przeniesione z kaplicy języka Włoch do oratorium kolejne dzieło Caravaggia, powstały w 1607 Święty Hieronim piszący. W 2021, po otwarciu nowego pomieszczenia ekspozycyjnego w skrzydle Caravaggia (ang. Caravaggio Wing), obraz został tam umieszczony.
W lipcu 2021 ukończona została kompleksowa renowacja oratorium. Projekt objął odnowienie wszystkich artystycznych elementów wnętrza, łącznie z obrazami.

### Krypta Wielkich Mistrzów
Krypta Wielkich Mistrzów została wykonana pod głównym ołtarzem katedry podczas jej budowy w XVI wieku; zejście do niej znajduje się w kaplicy języka Prowansji.

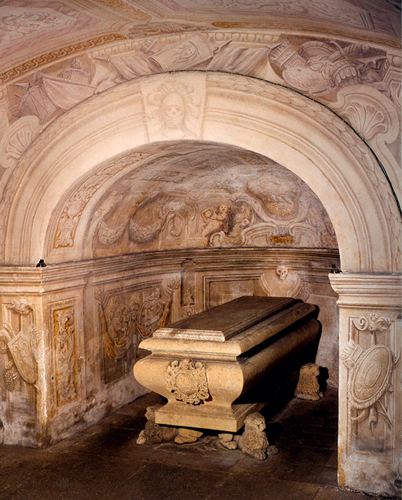
Sarkofag wielkiego mistrza Jeana de la Cassiere

W czterech wnękach krypty spoczywają w sarkofagach szczątki wielkich mistrzów: na wprost wejścia Philippe Villiersa de L’Isle Adama (1521–34), kolejno w prawo Jeana de la Valette (1557–68), Jeana L’Evasque de la Cassiere (1572–81) oraz Huguesa Loubenx de Verdalle’a (1582–95). Cztery rogi krypty są miejscami spoczynku, od wejścia po lewej ruchem wskazówek zegara, Pietra del Monte (1568–72), Martina Garzesa (1595–1601), Alofa de Wignacourt (1601–22) oraz Luísa Mendesa de Vasconcellos (1622–23). Pod płytami nagrobnymi w podłodze pochowani zostali wielcy mistrzowie Juan de Homedes (1536–53), Piero de Ponte (1534–35) oraz Claude de la Sengle (1553–57). Oprócz tego niewielka płyta z marmuru, położona obok płyty nagrobnej wielkiego mistrza de Homedesa upamiętnia angielskiego rycerza sir Olivera Starke, sekretarza wielkiego mistrza la Valette. 3 grudnia 2021, po 246 latach od ostatniego pochówku, w krypcie spoczęły szczątki Matthew Festinga, 79. wielkiego mistrza Zakonu Maltańskiego, zmarłego na Malcie 12 listopada 2021.
Przy okazji przygotowywania miejsca ostatniego spoczynku wielkiego mistrza Festinga odkryto miejsce, do tej pory nieznane, gdzie został pochowany wielki mistrz Francisco Ximenes de Texada (1773–75).
Na stropie krypty znajdują się freski wykonane przez Niccolò Nasoniego (1691-1773) z Sieny. Przedstawiają one stworzenie człowieka, jego upadek i powstanie. We wschodnim końcu krypty ustawiony jest kamienny ołtarz, na którym znajduje się, wyrzeźbiona w drewnie, pochodząca z końca XVI lub wczesnego XVII wieku grupa Ukrzyżowania z dwoma adorującymi aniołami.
W latach 2007–2020 krypta przeszła proces odnowienia i konserwacji. W styczniu 2020 została ponownie udostępniona do zwiedzania. 13-letni projekt restauracyjny kosztował około 500 000 euro.

## Ochrona dziedzictwa kulturowego
Obiekt jest wpisany na listę National Inventory of the Cultural Property of the Maltese Islands pod numerem 01130.